# Biserica reformată din Odorheiu Secuiesc

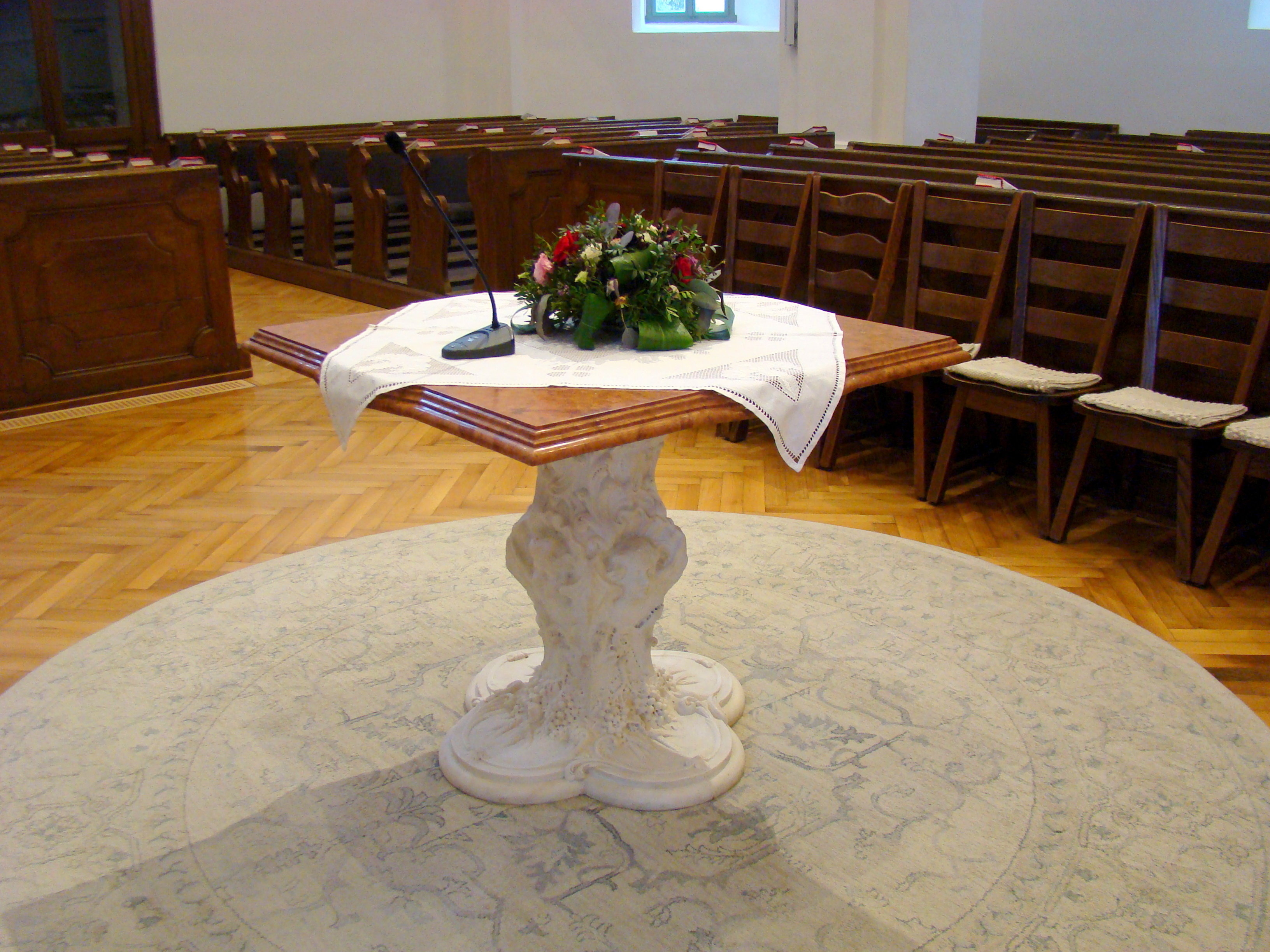
Masa Domnului

Biserica reformată este un monument istoric aflat pe teritoriul municipiului Odorheiu Secuiesc.

## Istoric și trăsături
Biserica a fost construită la sfârșitul secolului al XVIII-lea. Pe locul bisericii de astăzi, în trecut era tot o biserică reformată, datând din 1633, construită din lemn, pe o fundație din piatră. Devenită neîncăpătoare, în 1780 s-a început înălțarea unei noi biserici, lucrările fiind terminate în anul 1781. Pe acoperiș este vizibilă inscripția KG 1781, care înseamnă anul terminării construcției și inițialele lui Kis Gergely, rectorul Colegiului Reformat, cel care a sprijinit ridicarea bisericii.
Biserica are o suprafață de 588 m², are un aspect simplu, îmbinând caracteristici ale barocului și ale clasicismului. Interiorul armonios este acoperit de arcade, fiind defalcat de două galerii laterale și o strană pentru orgă. Galeriile sunt sprijinite pe piloni, aceștia la rândul lor fiind delimitați de arcade în formă de semicerc.
Amvonul datează din 1782, iar în 1783 au fost cumpărate clopotele. În 1874 a fost montat orologiul, iar masa domnului a fost realizată în 1876. Orga a fost construită la Brașov, pentru expoziția din Budapesta din anul 1885.
În părculețul de lângă biserică se află statuia lui Balázs Orbán.

## Imagini din interior

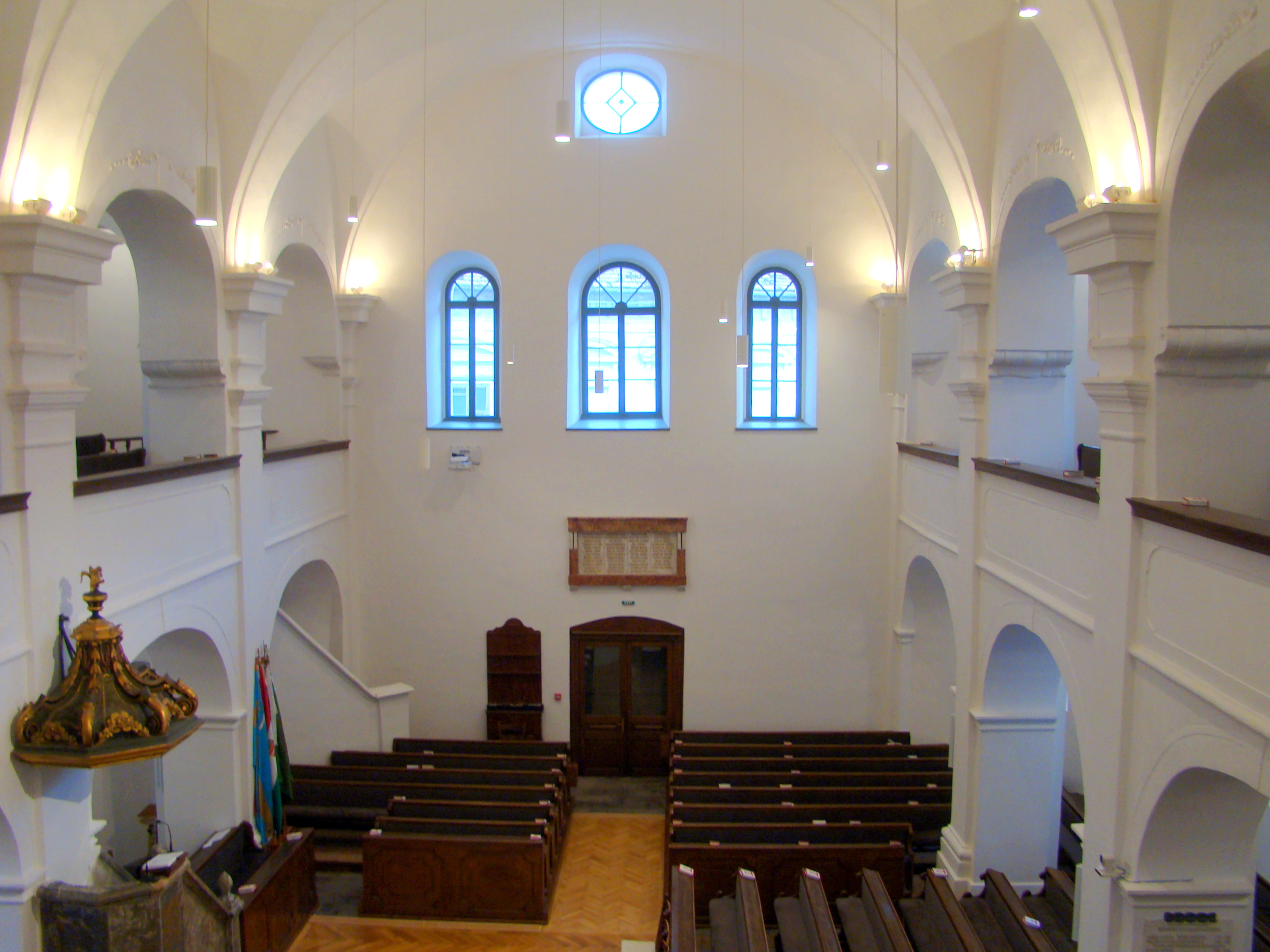
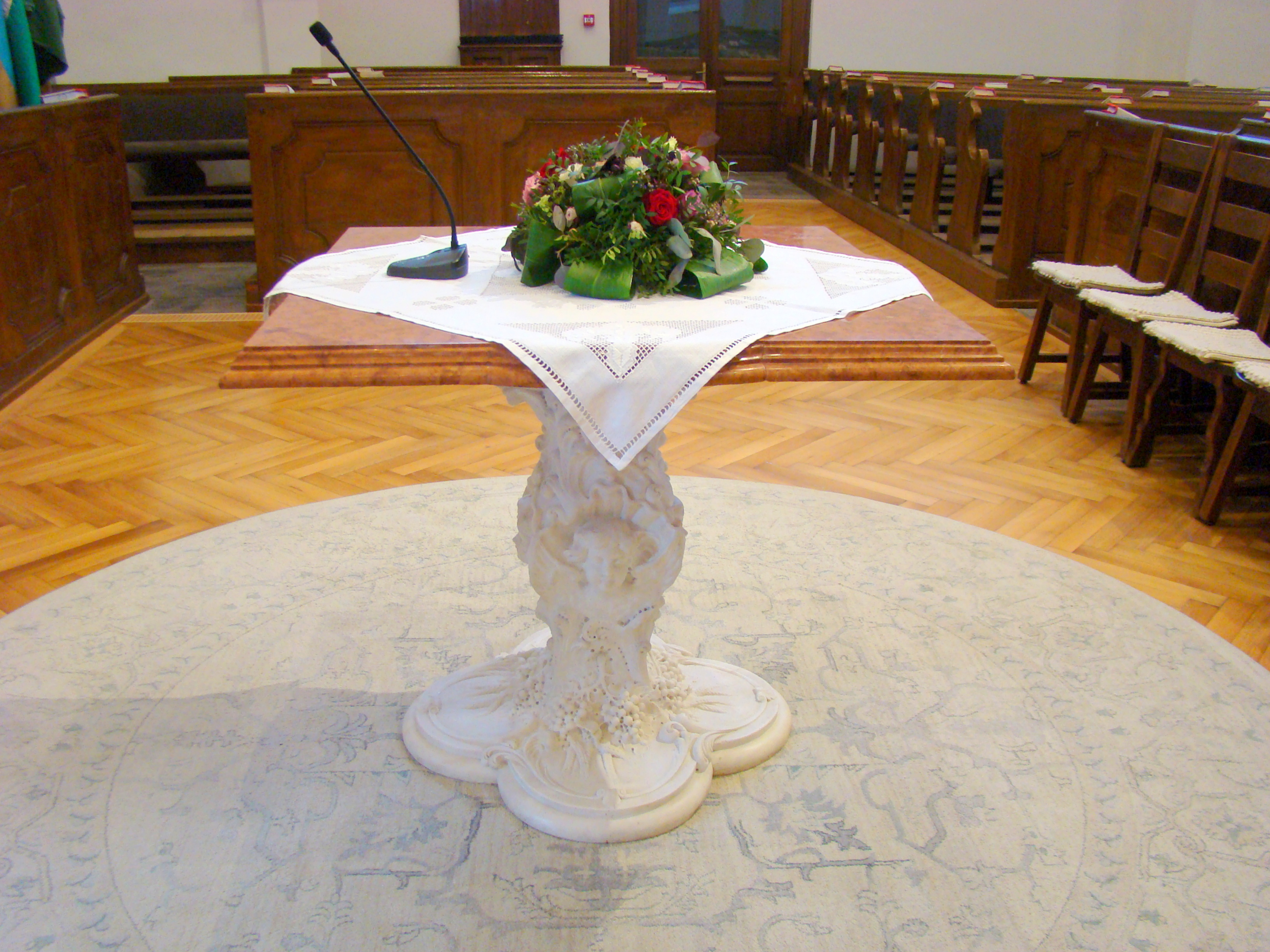
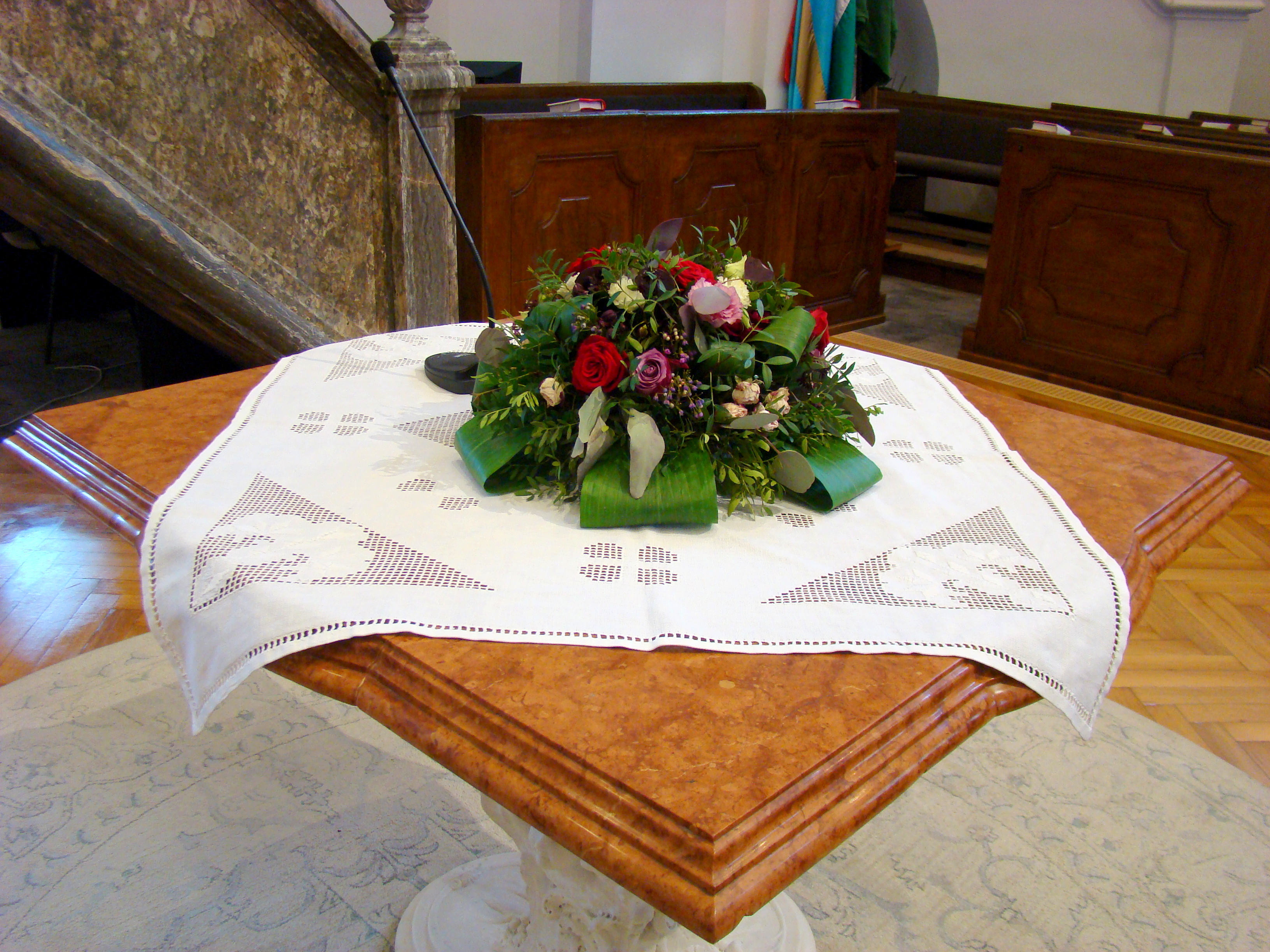
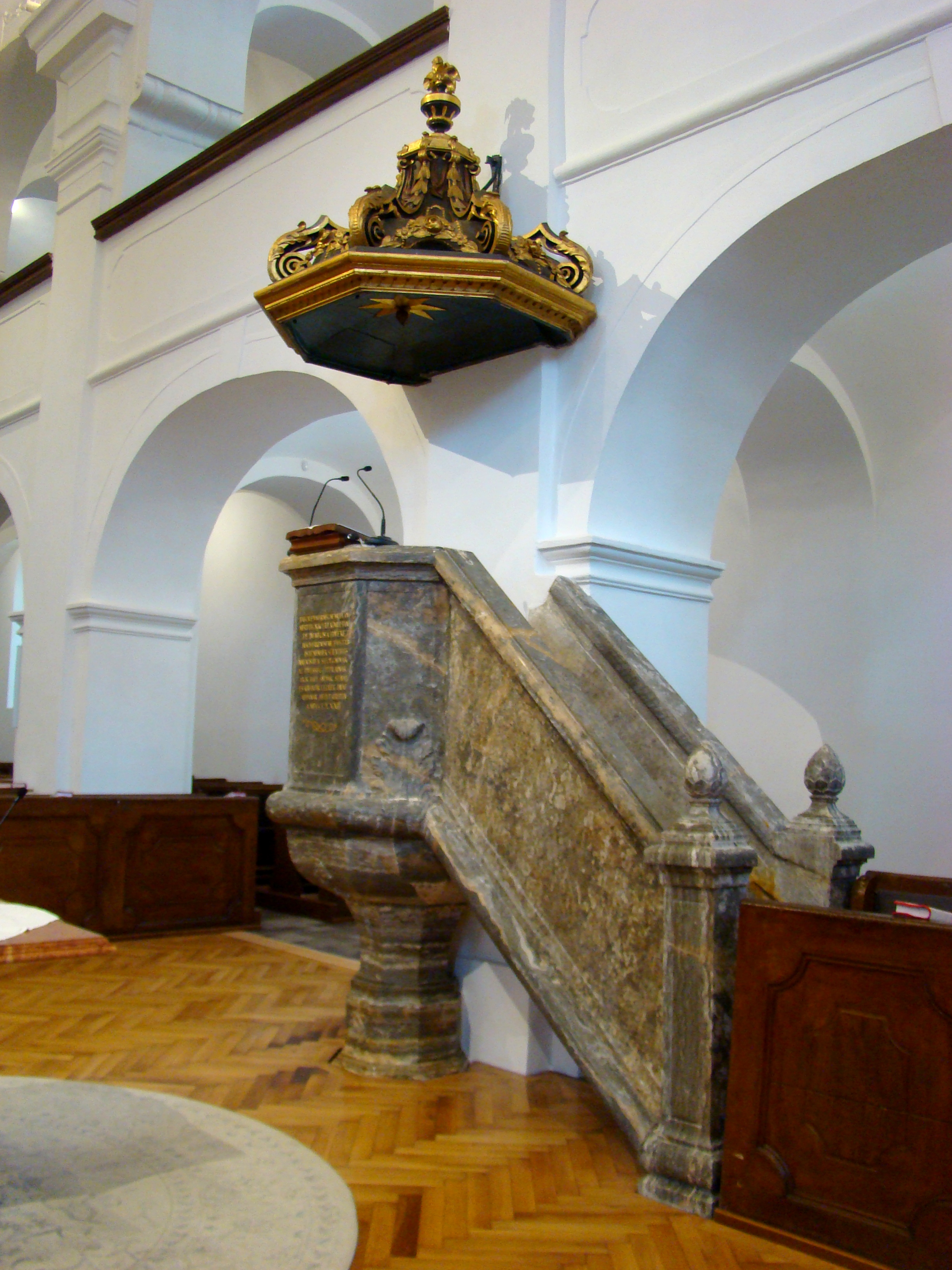
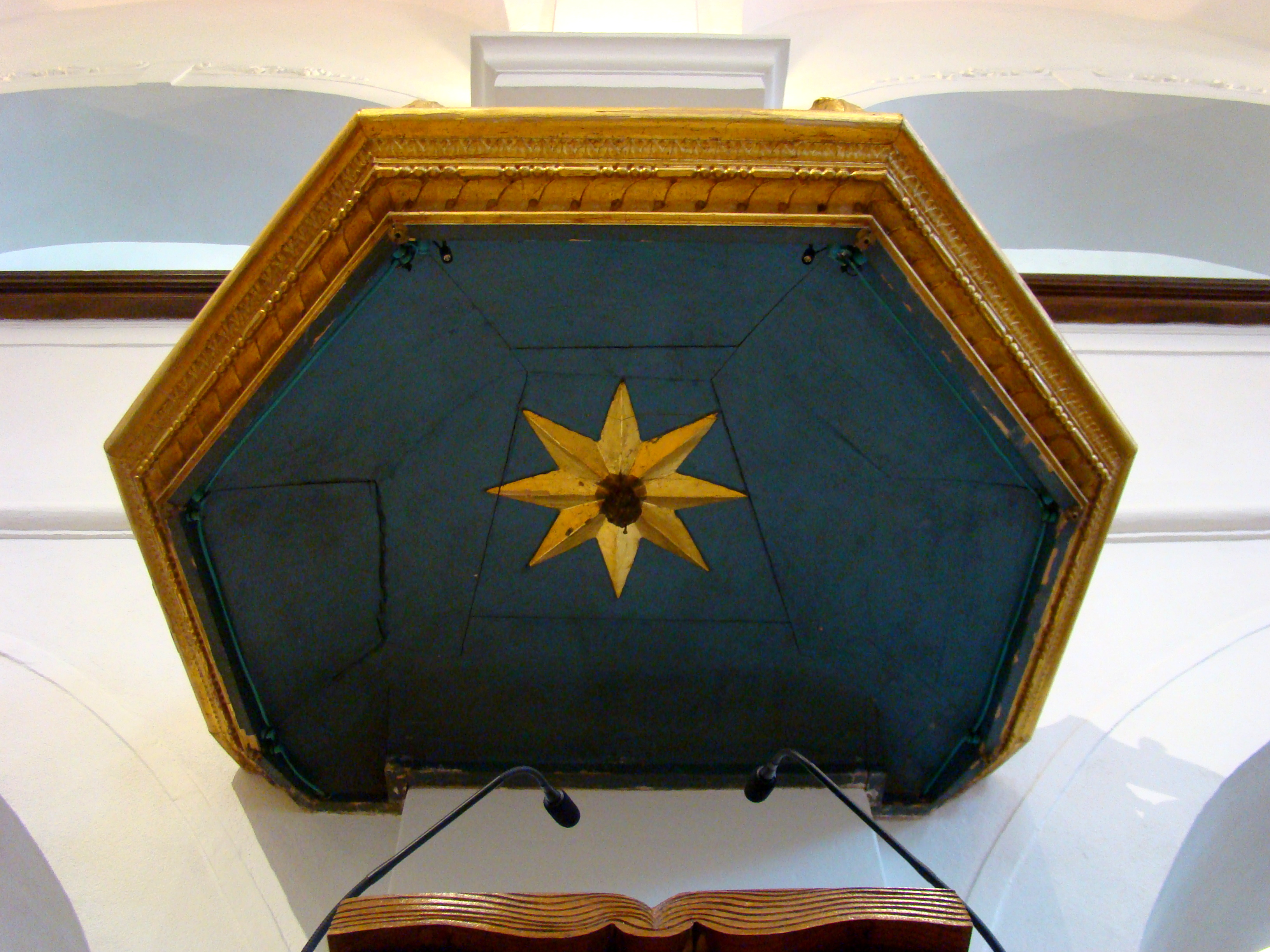
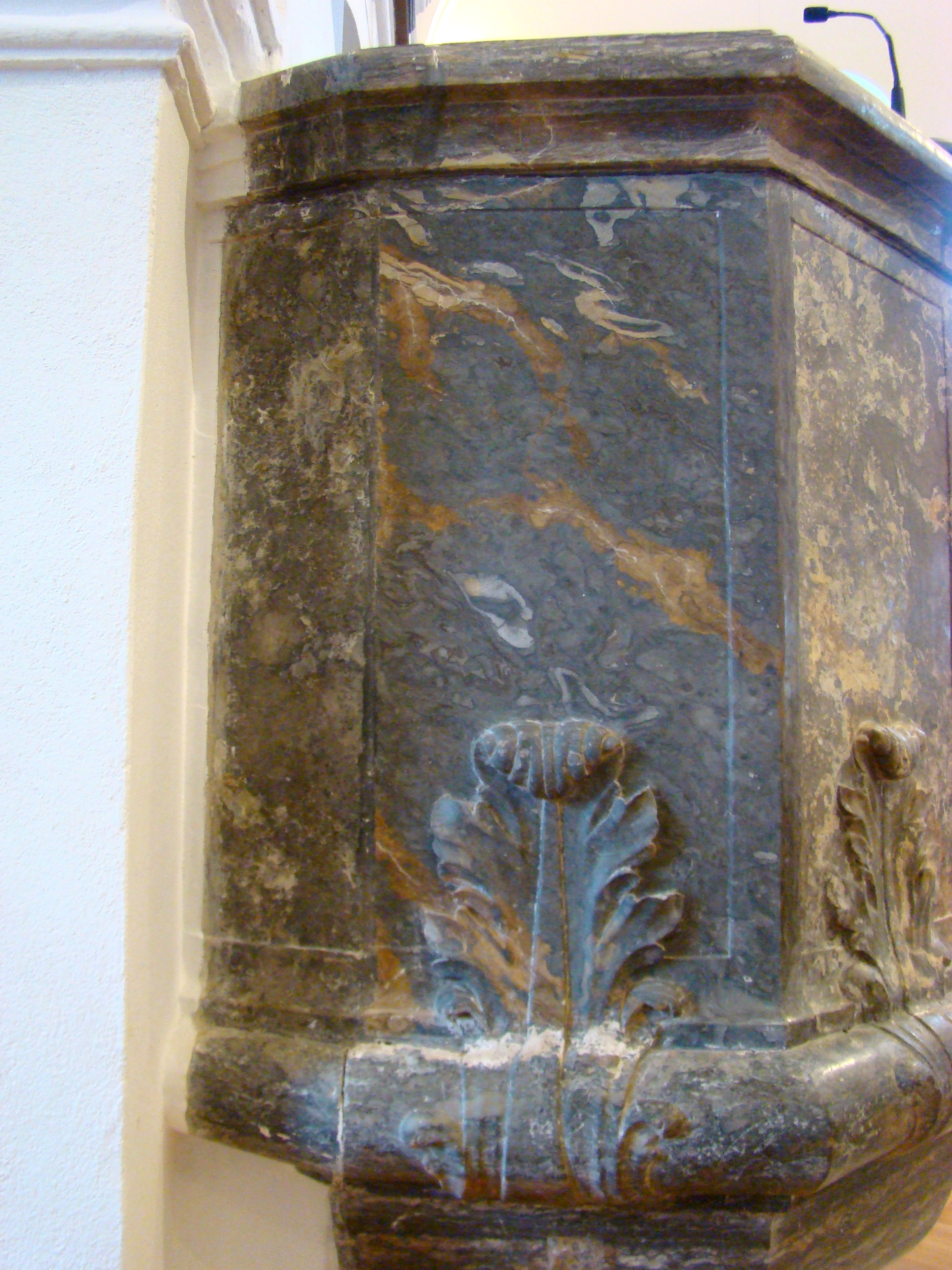
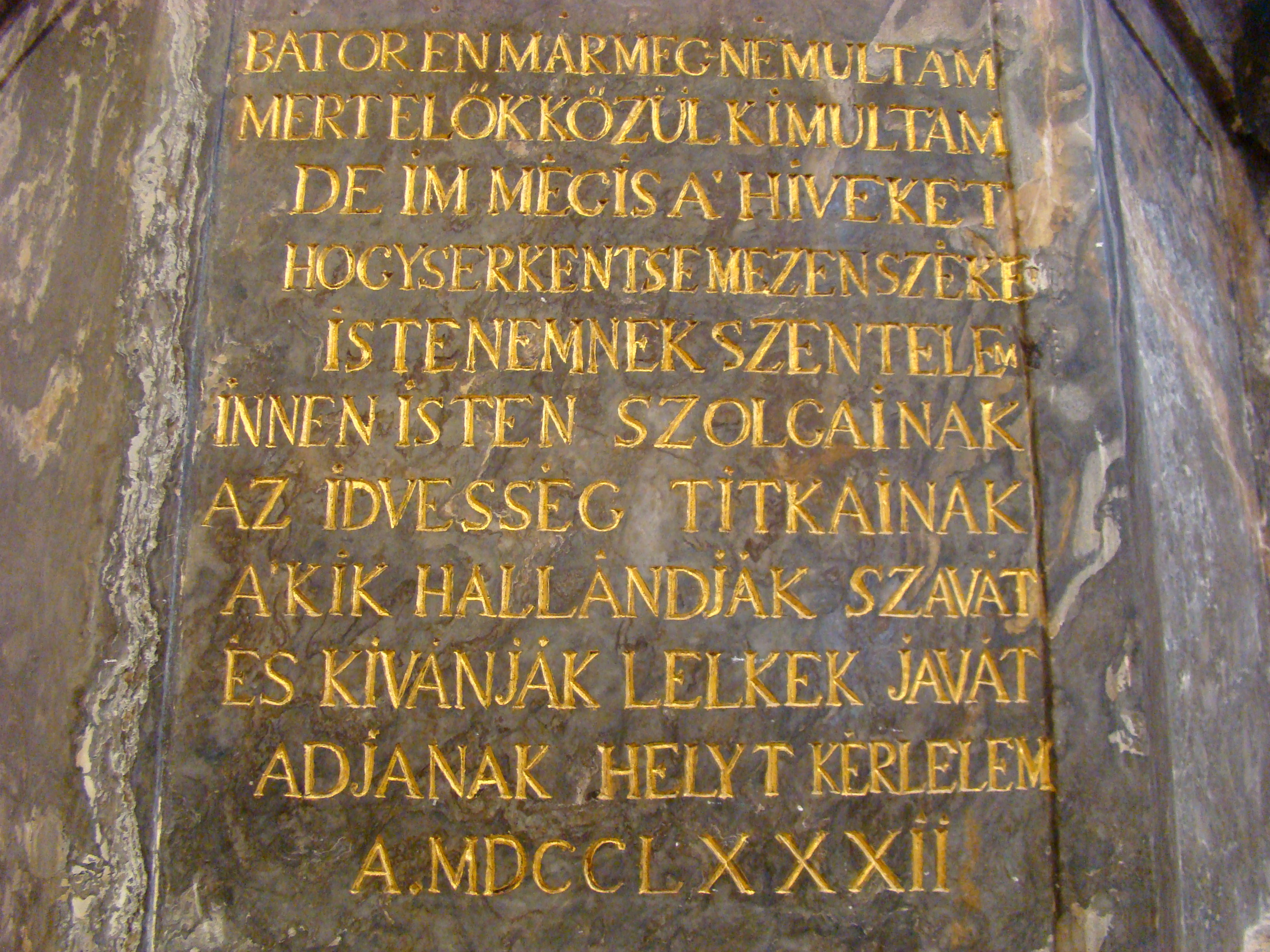
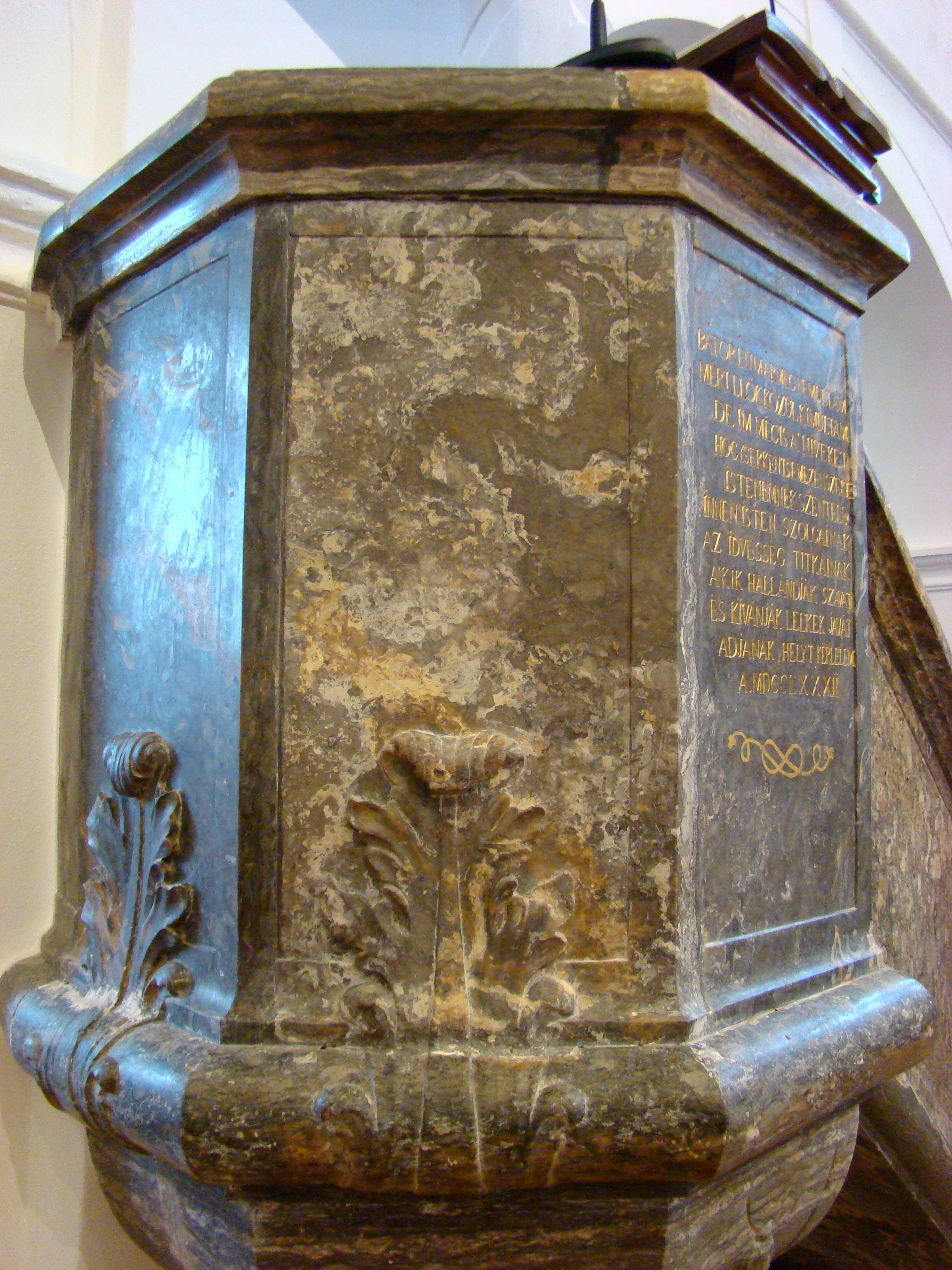
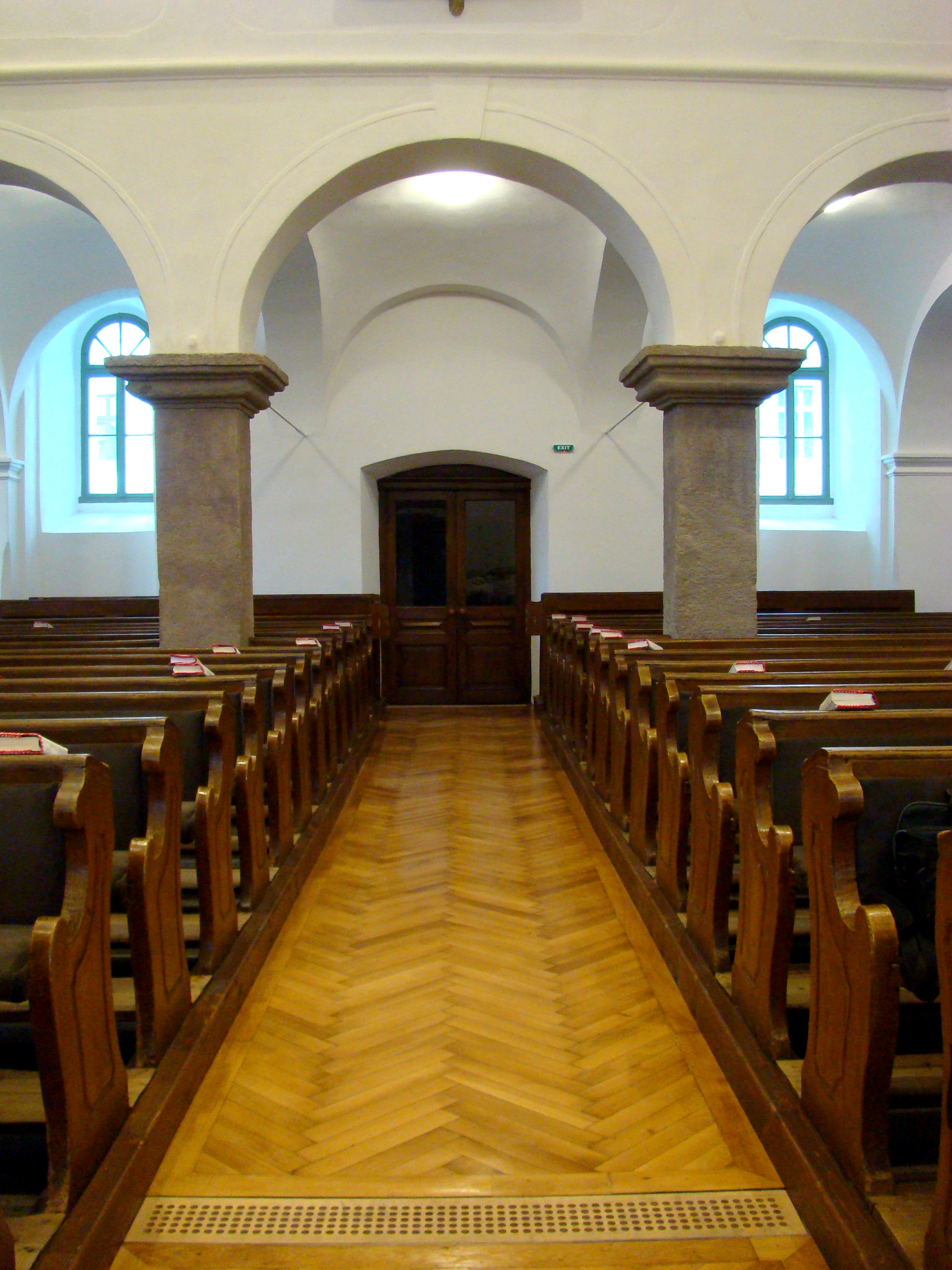
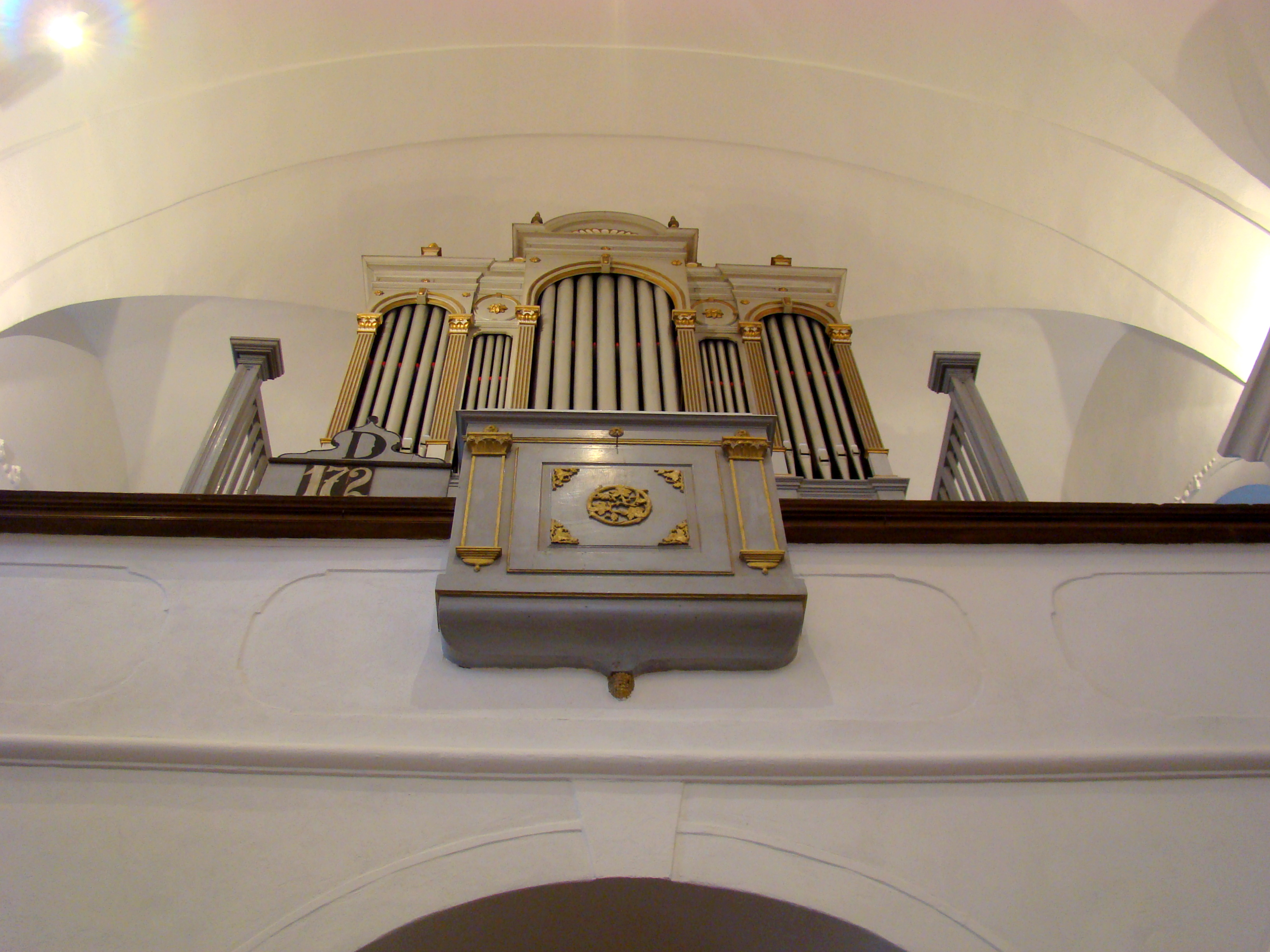
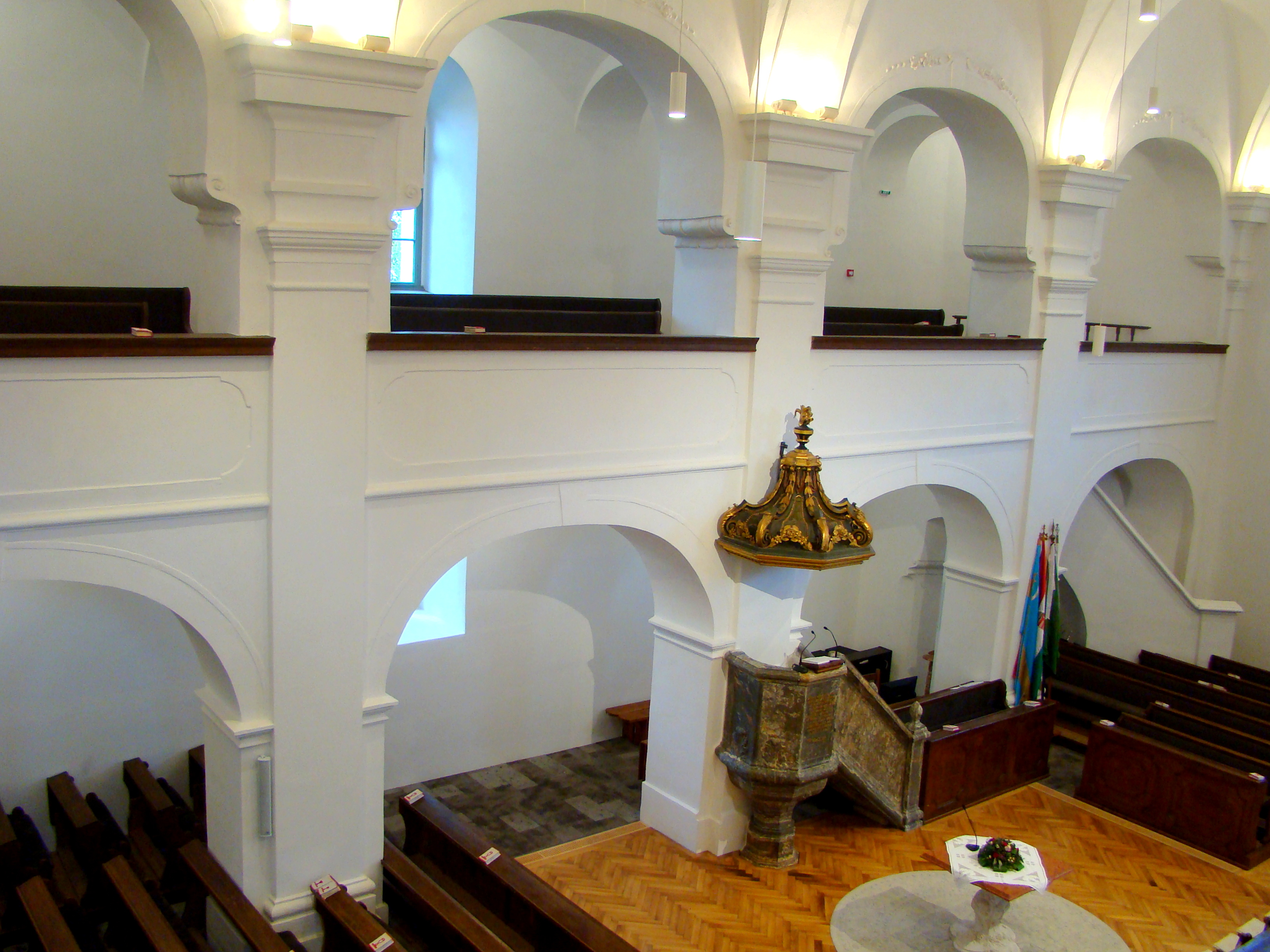
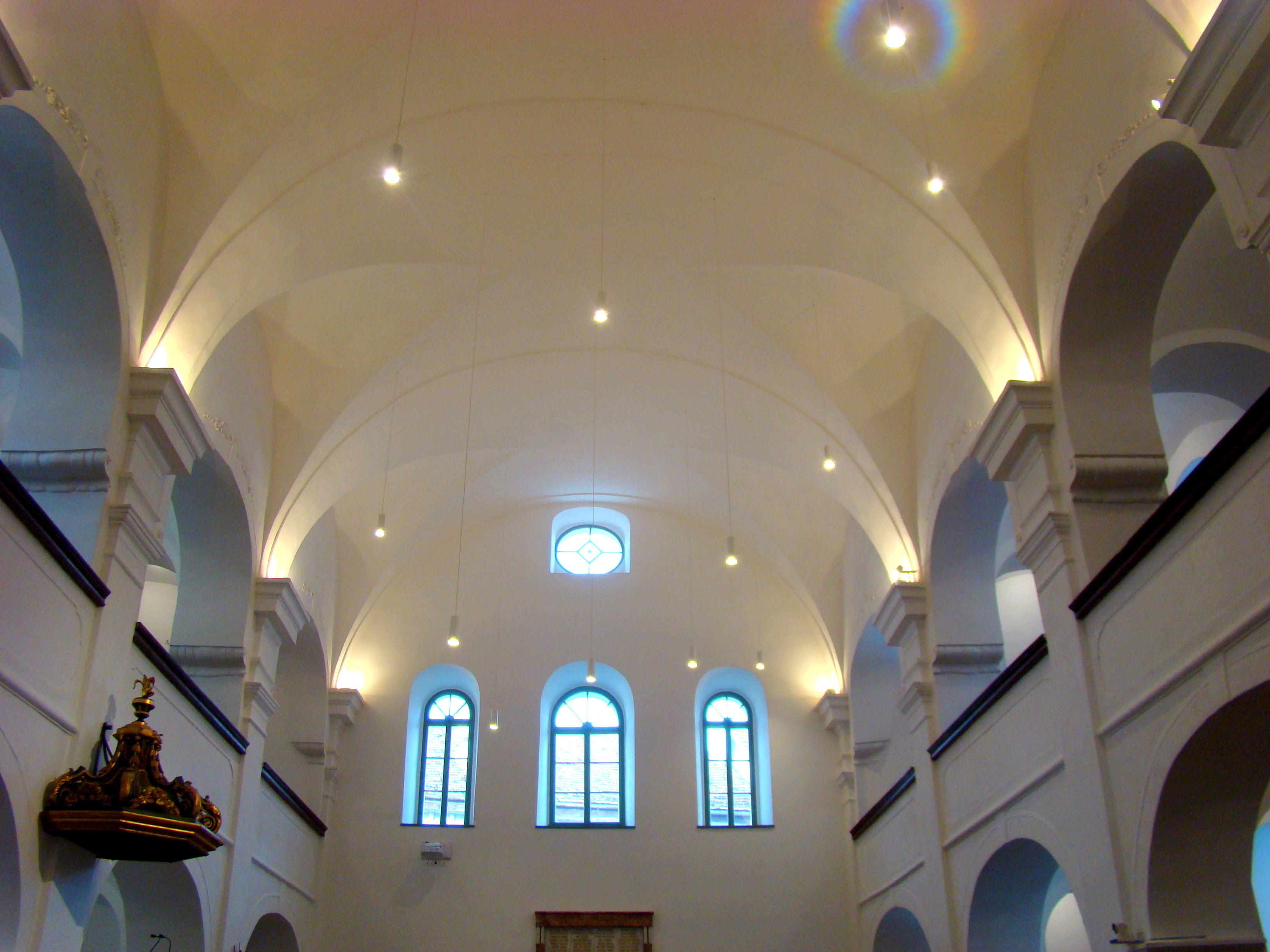
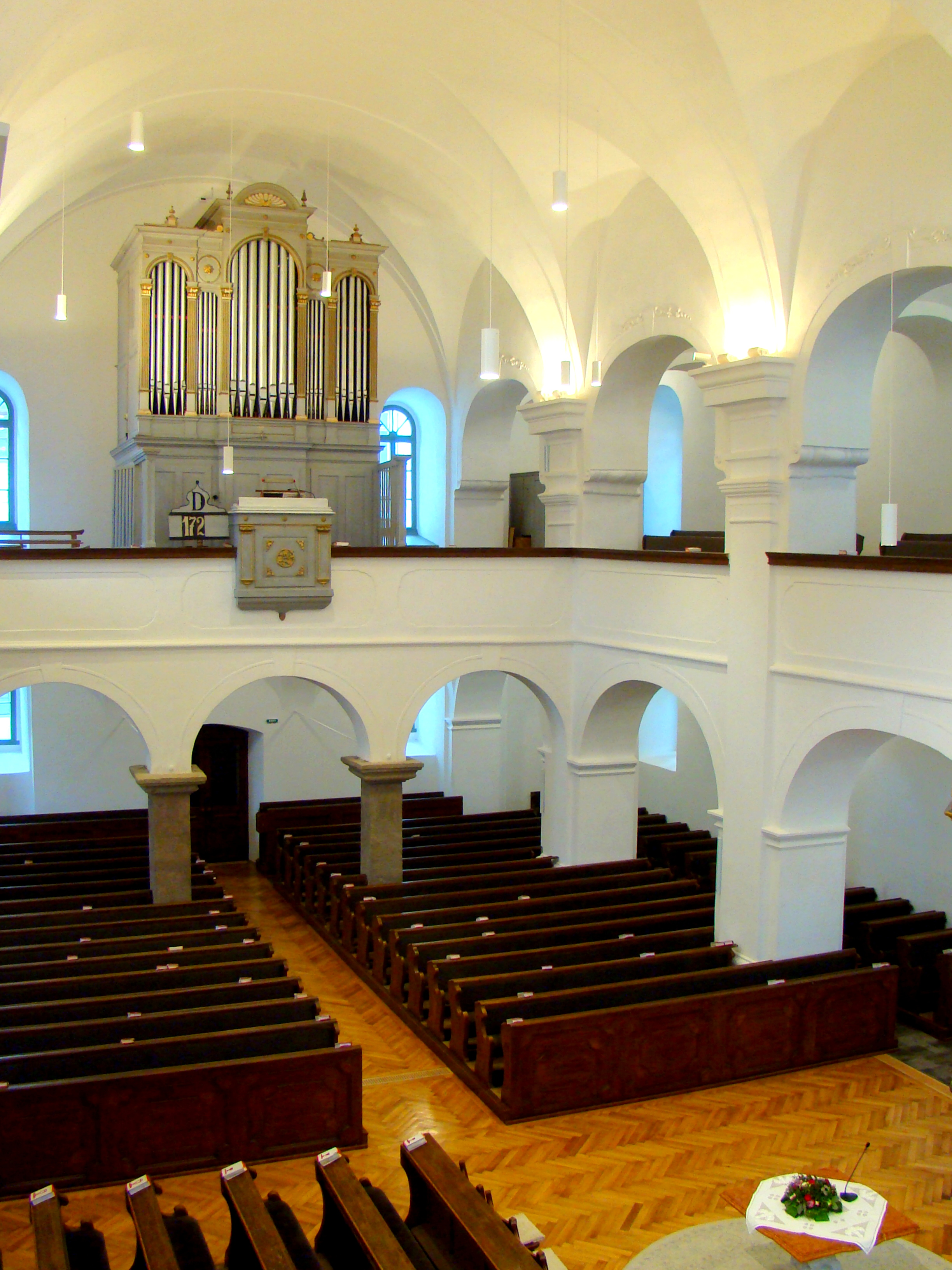
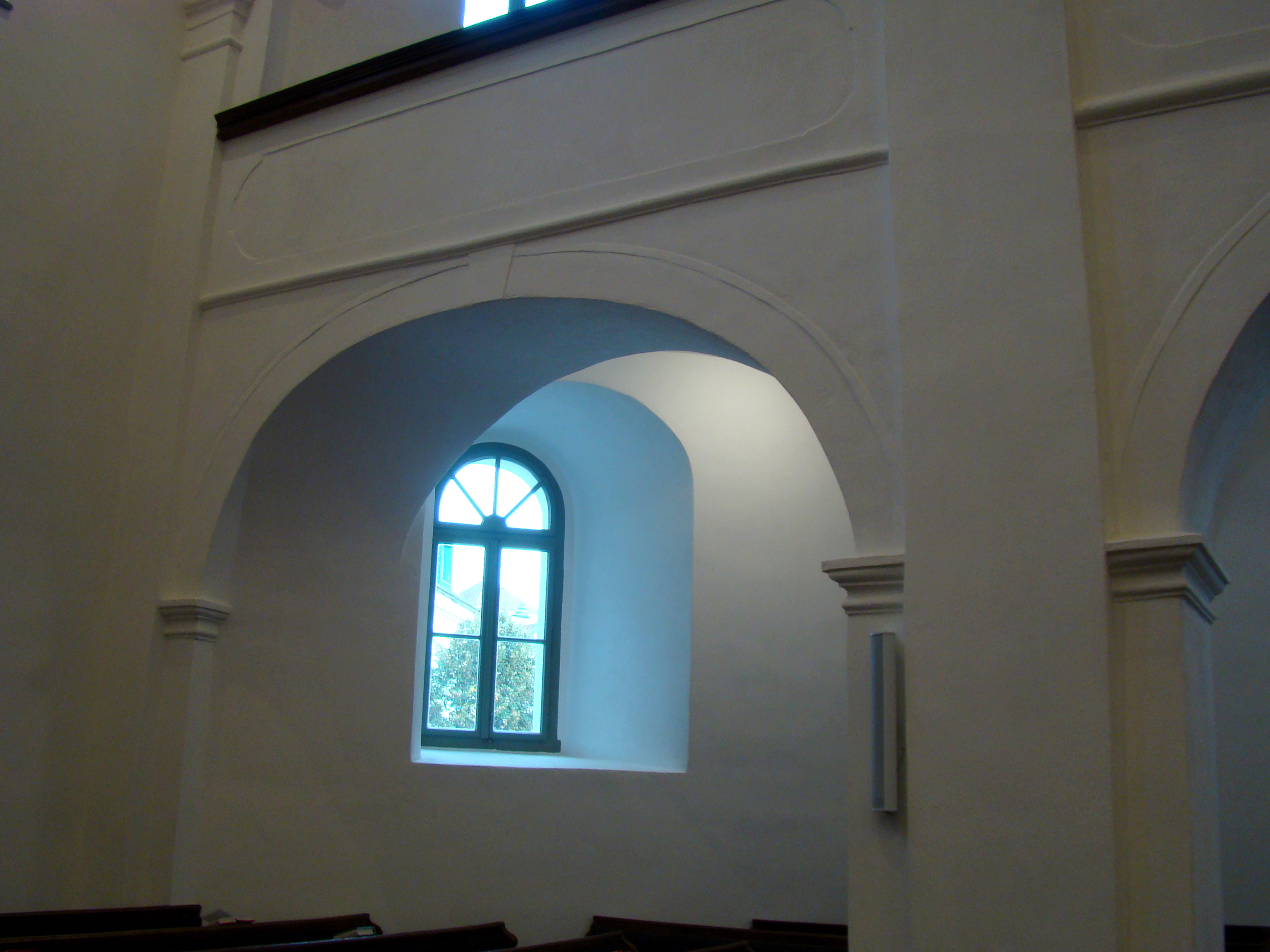
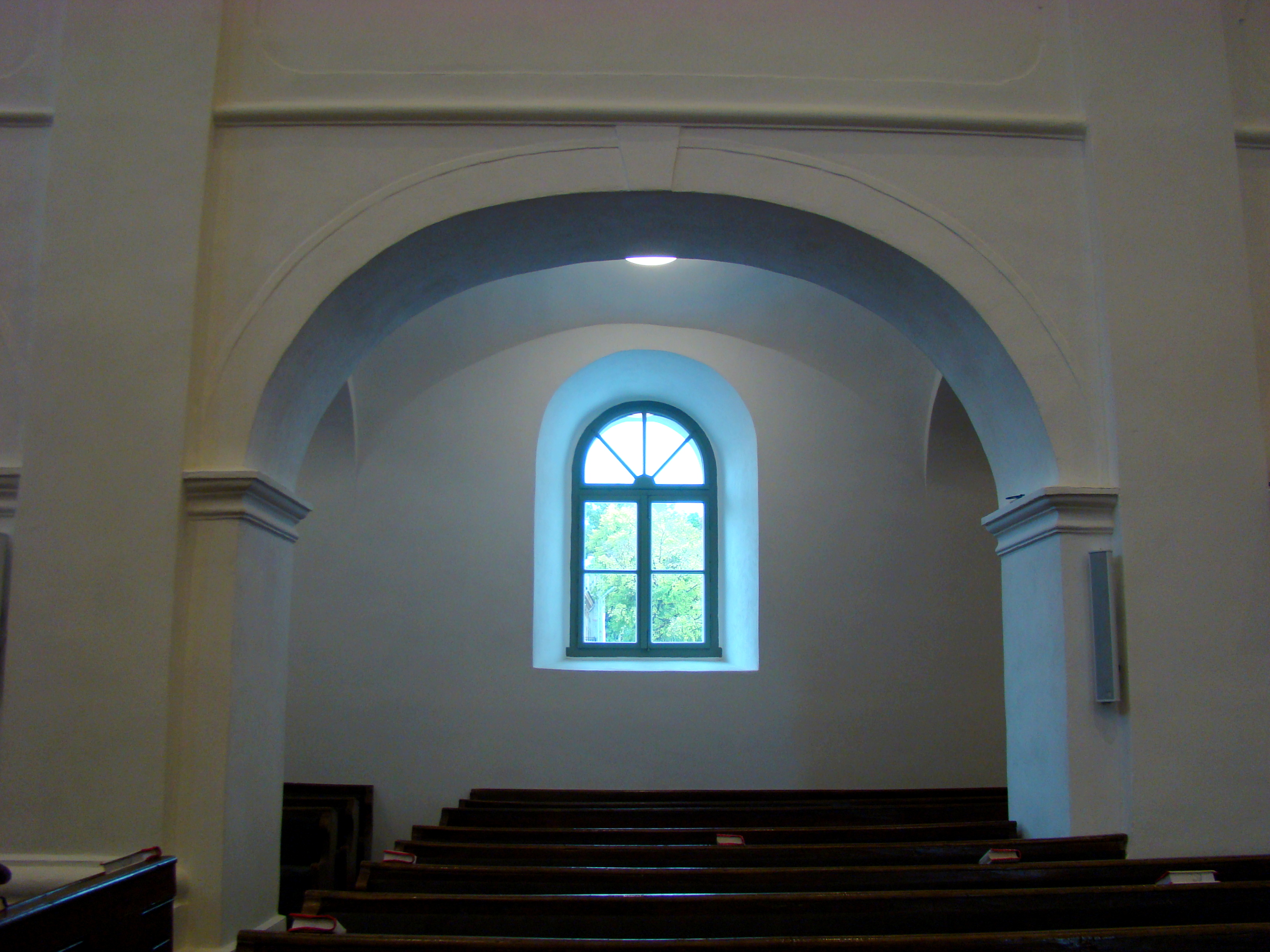
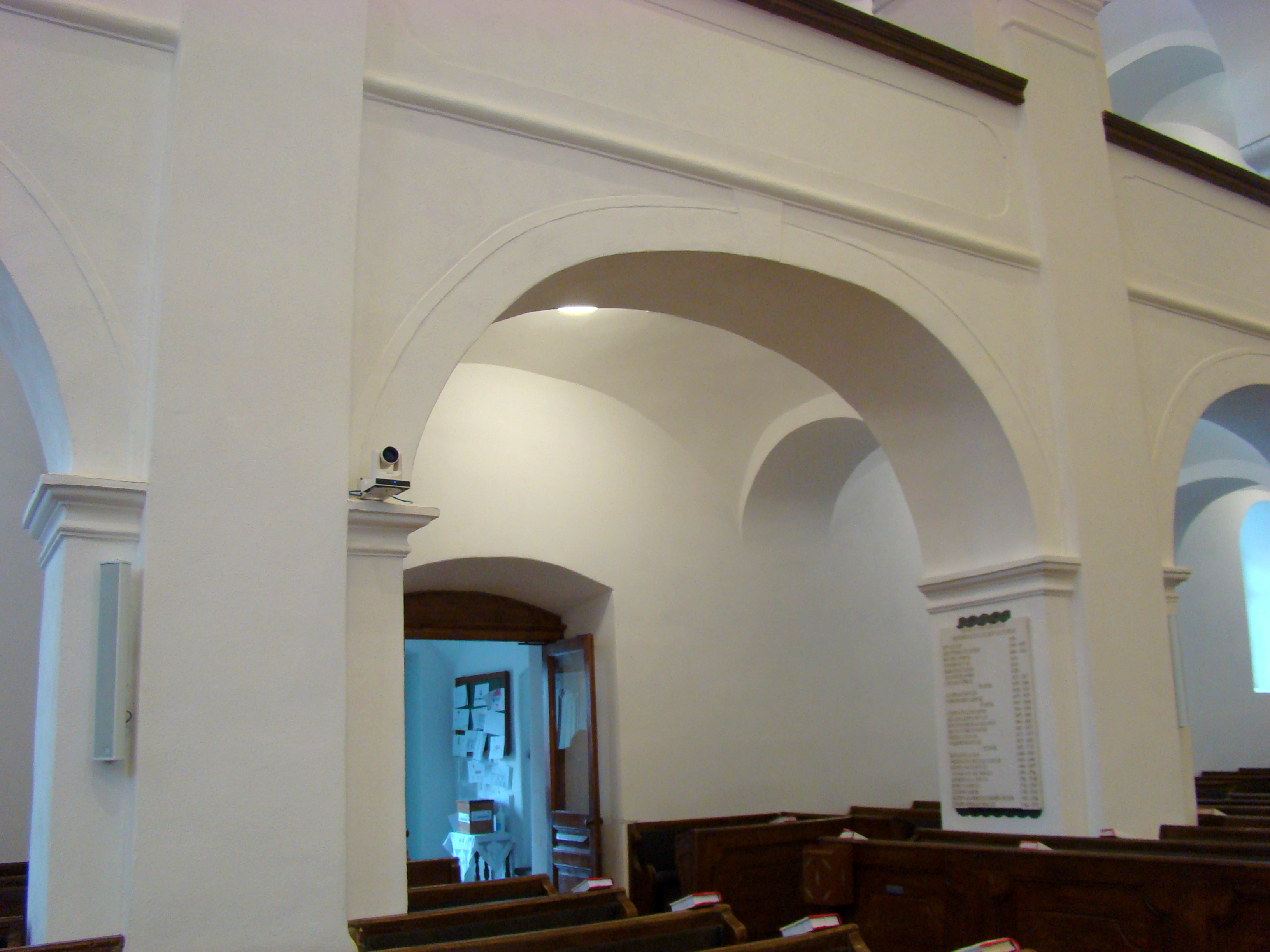
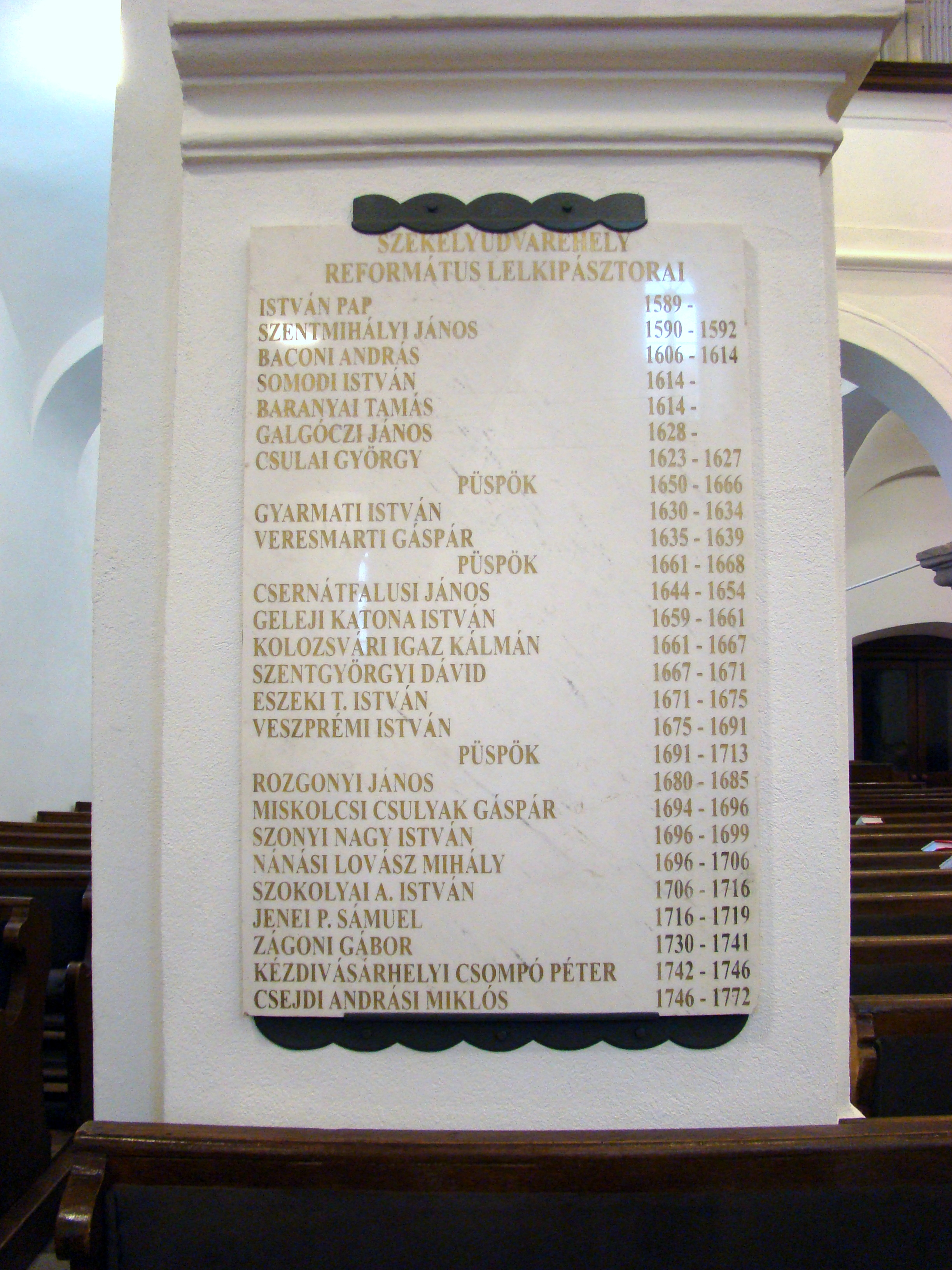
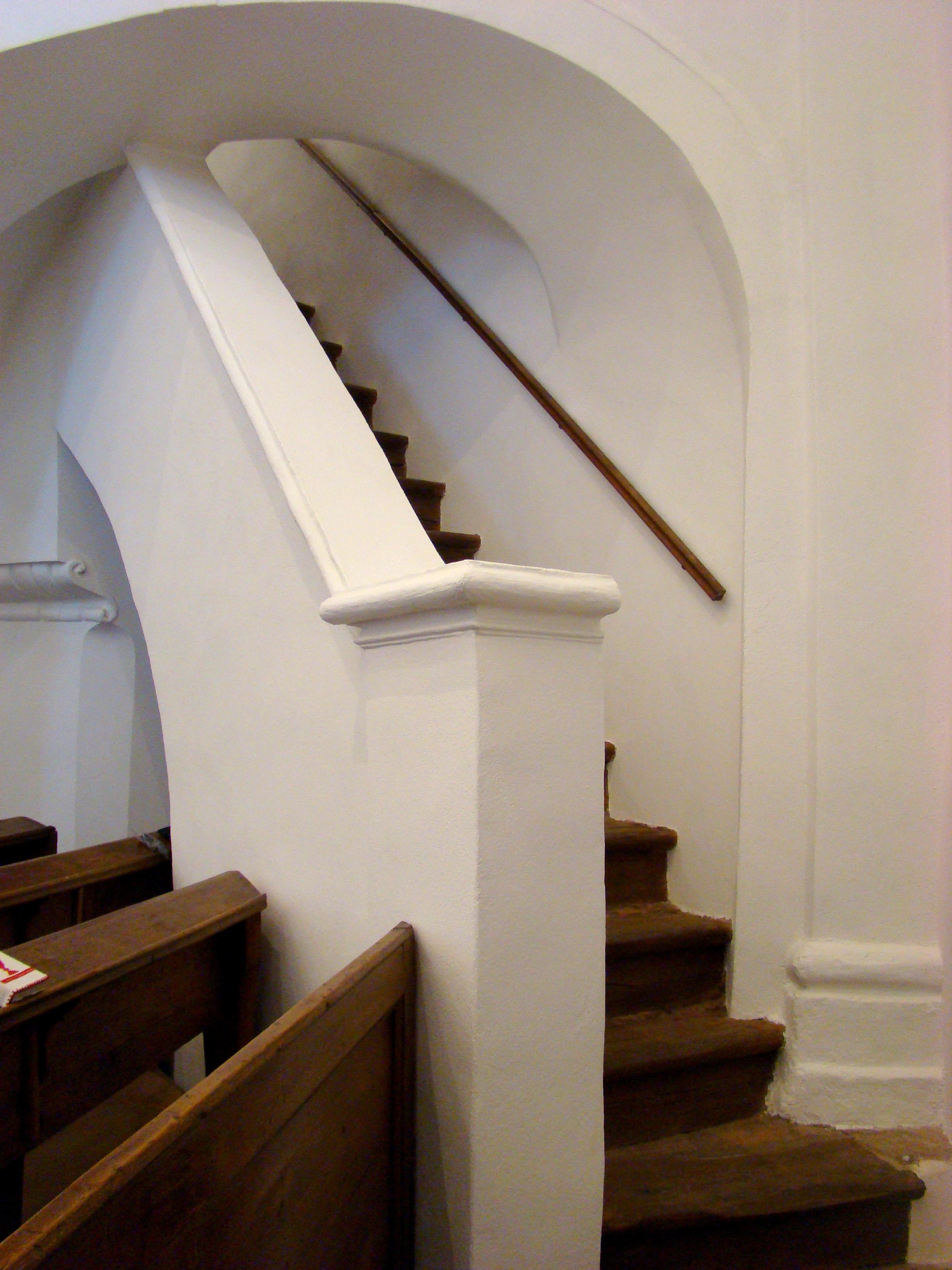
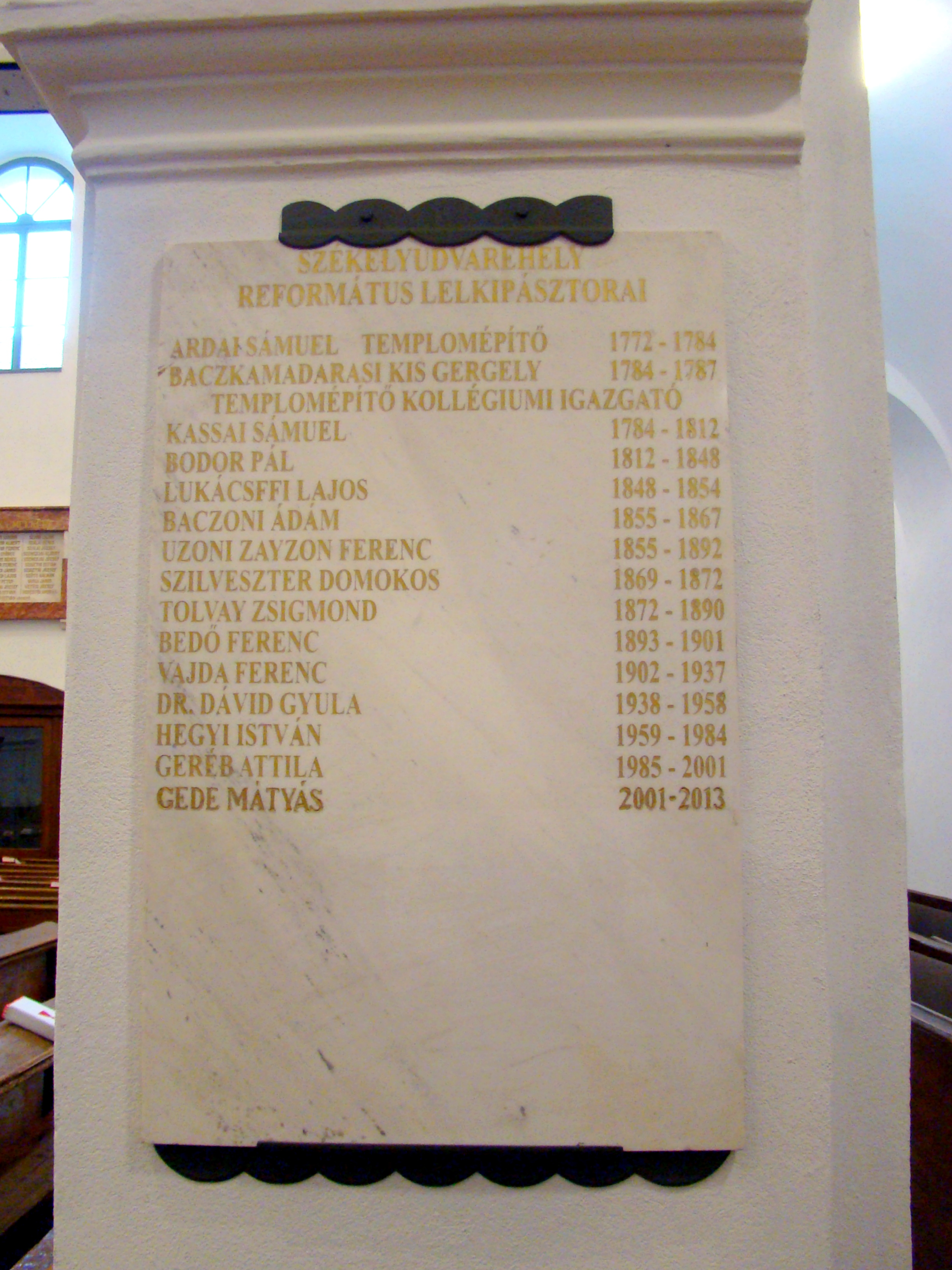
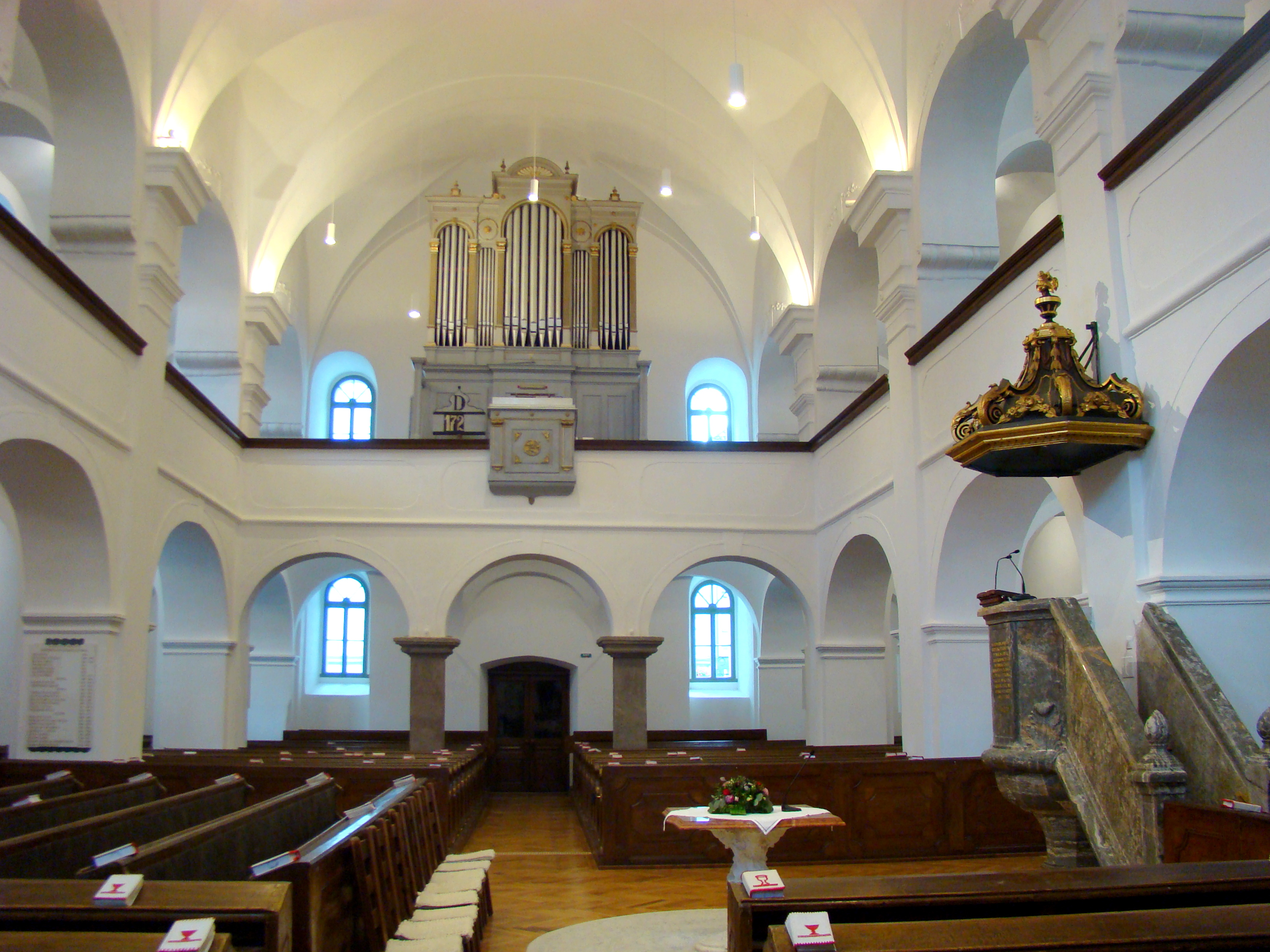
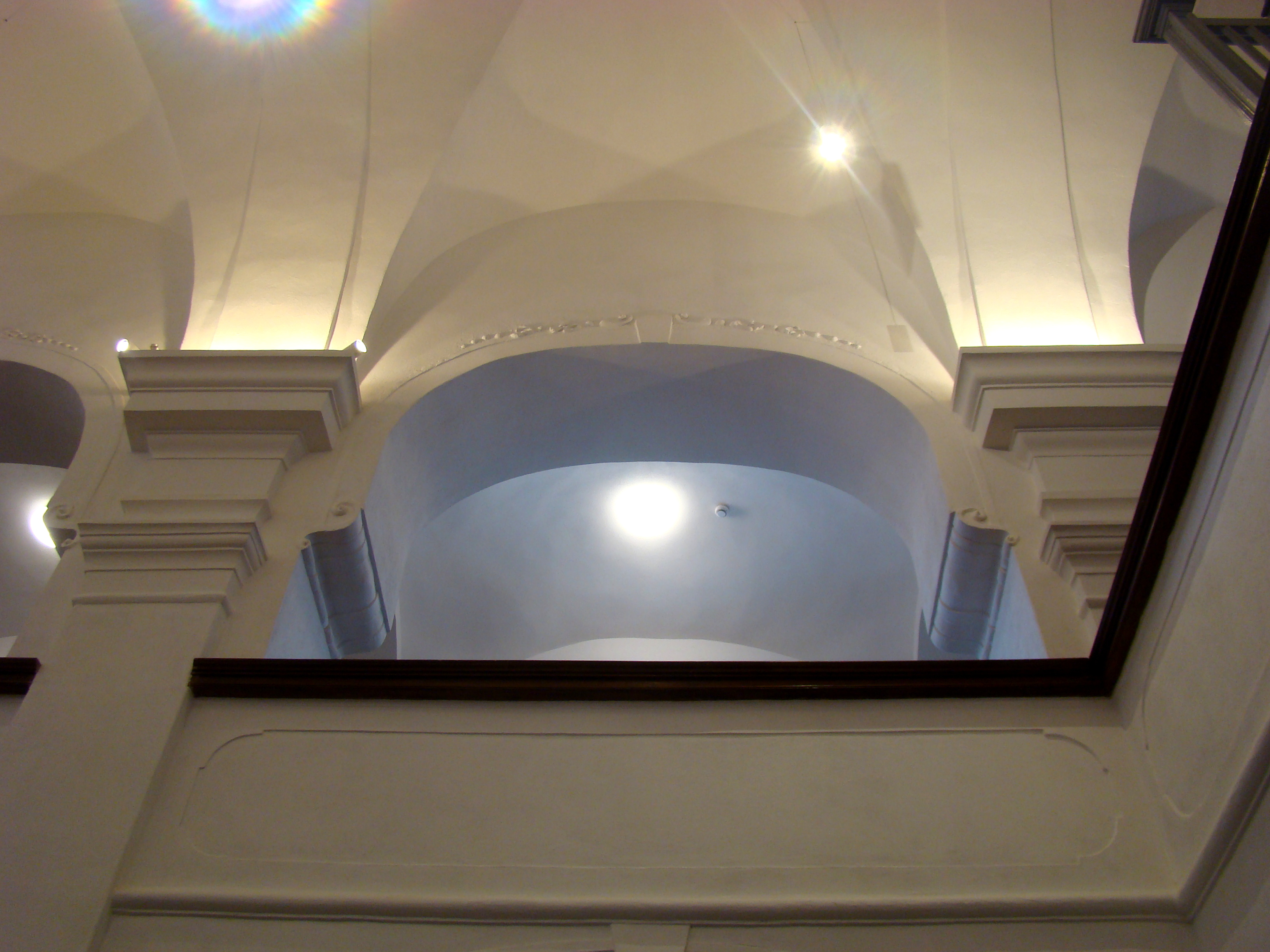
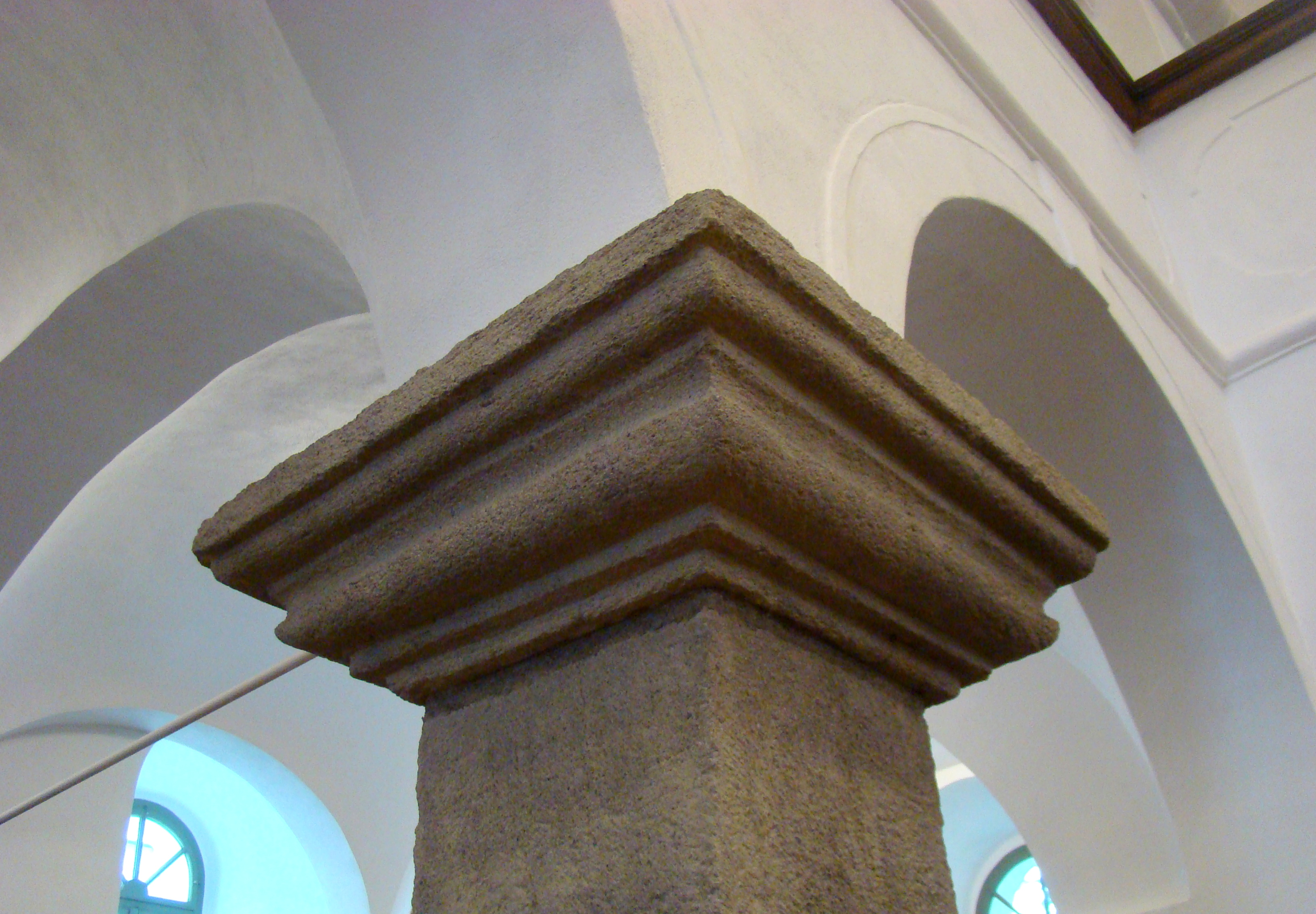
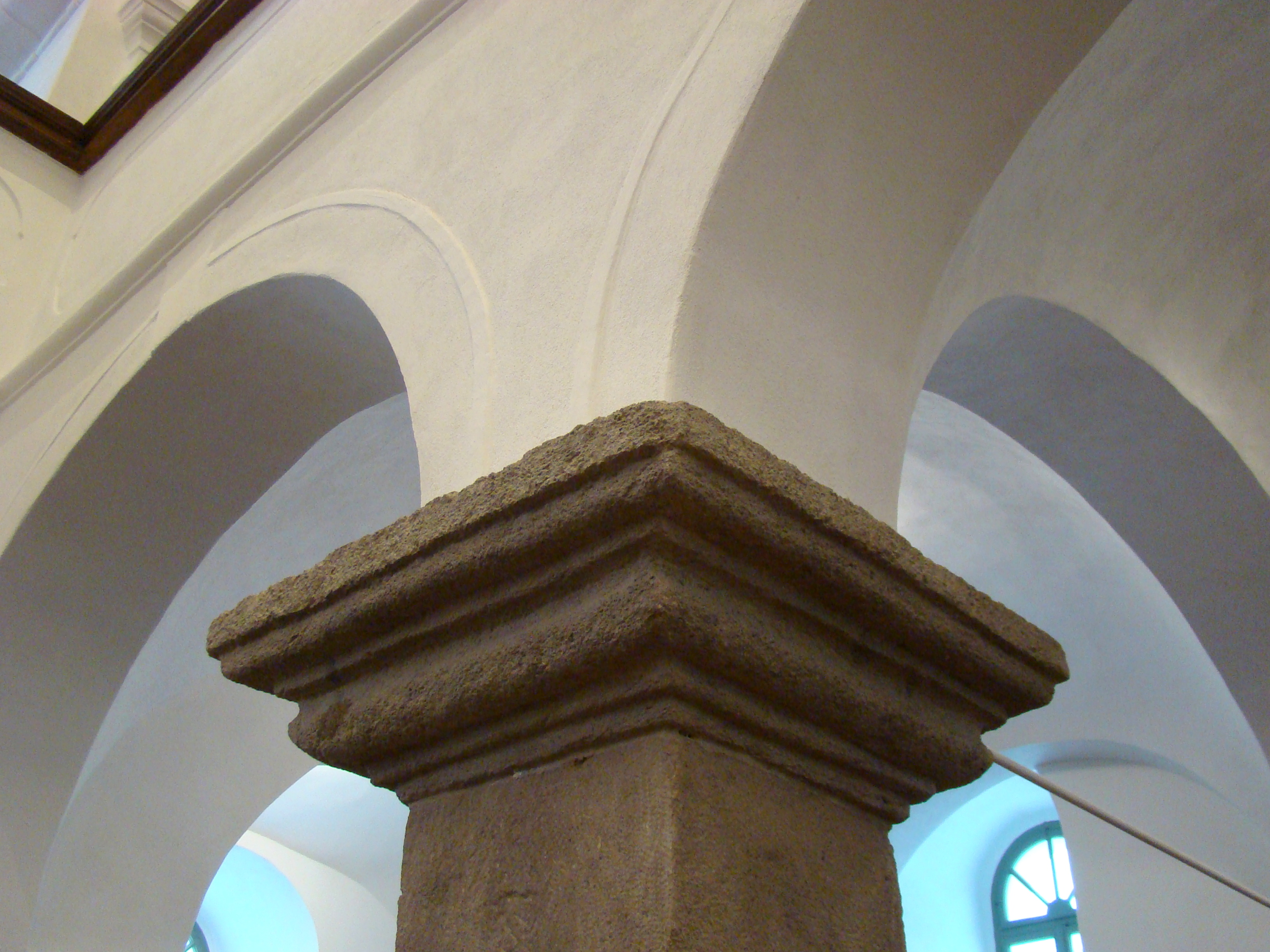
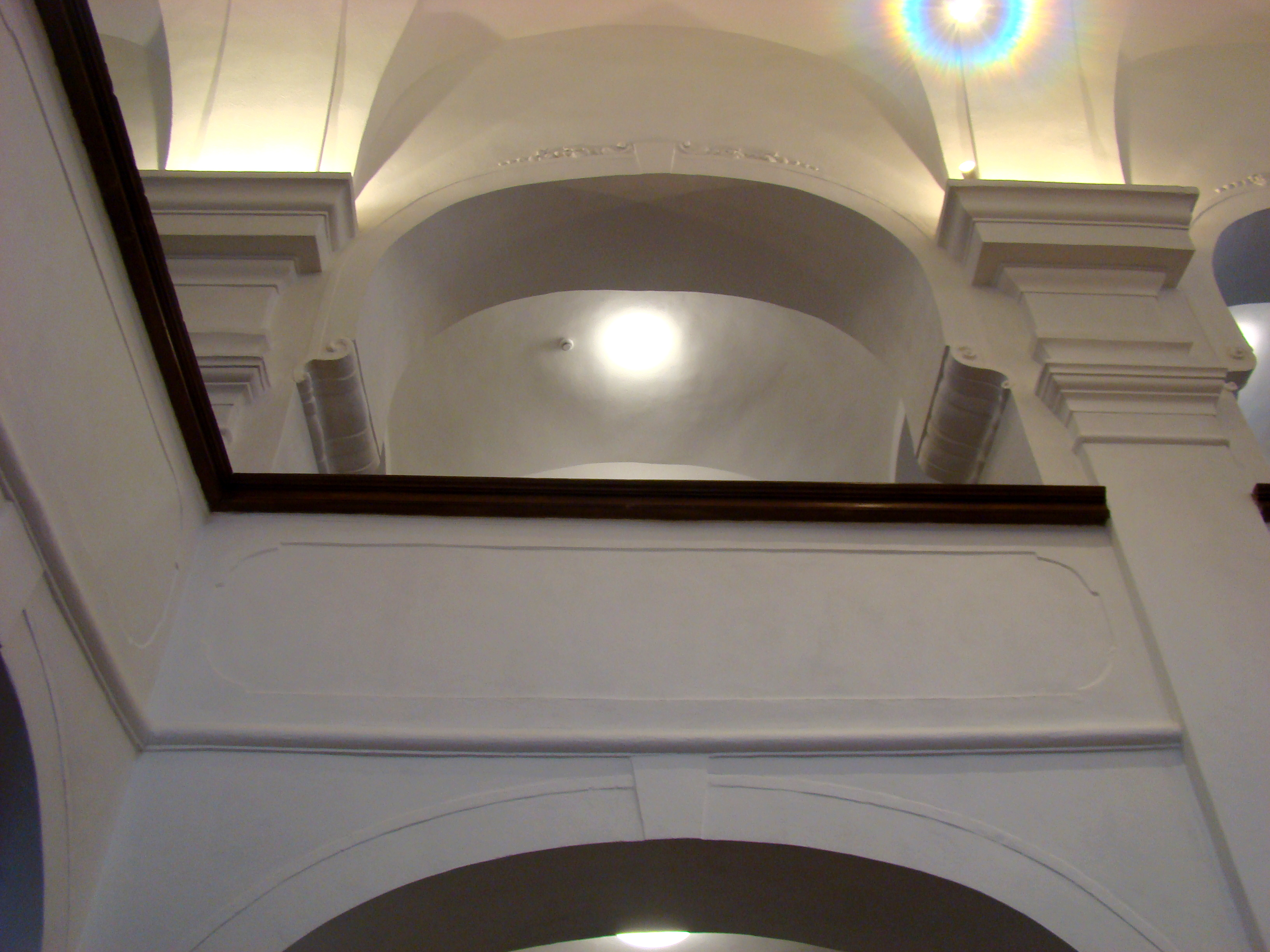
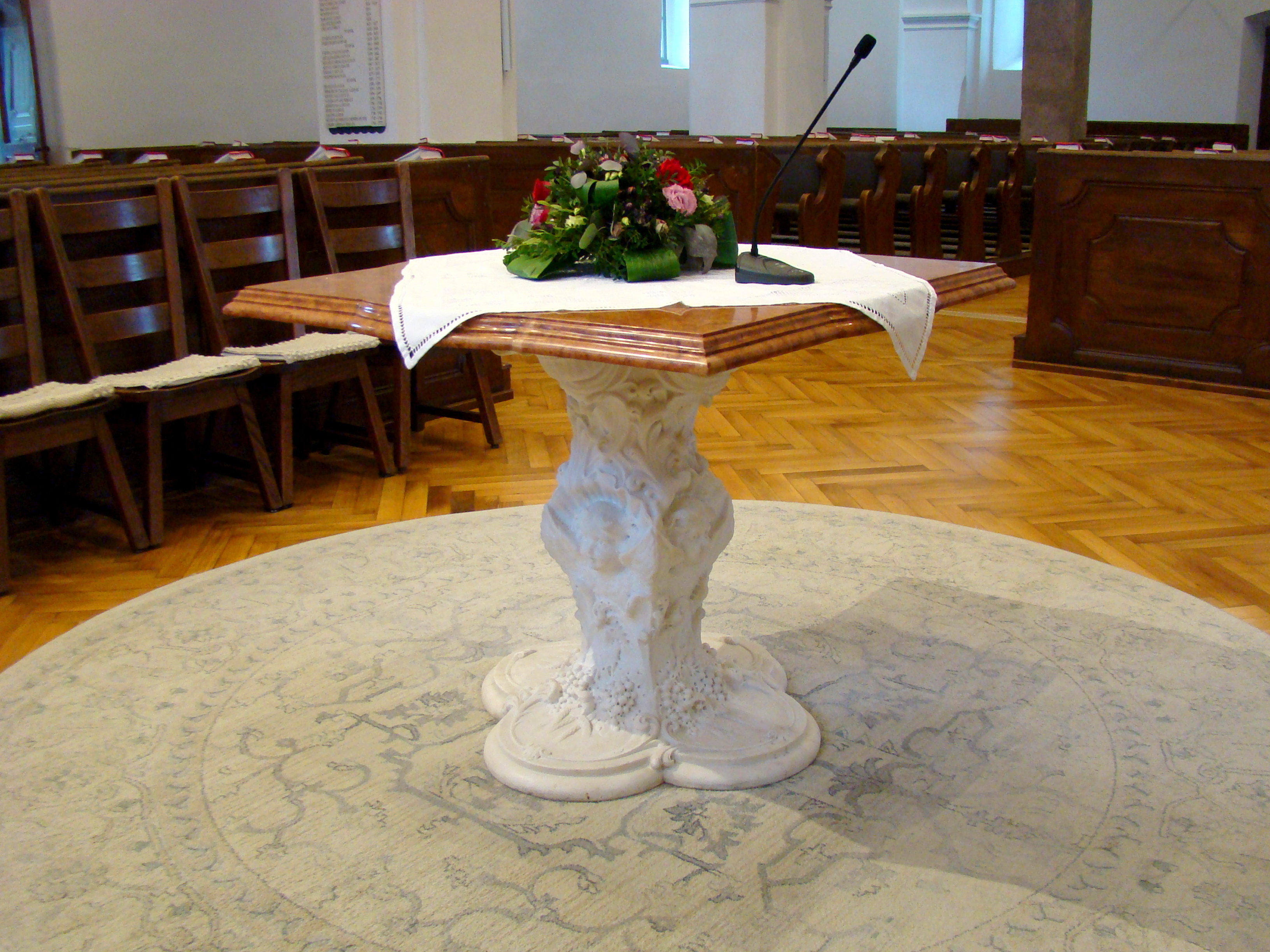
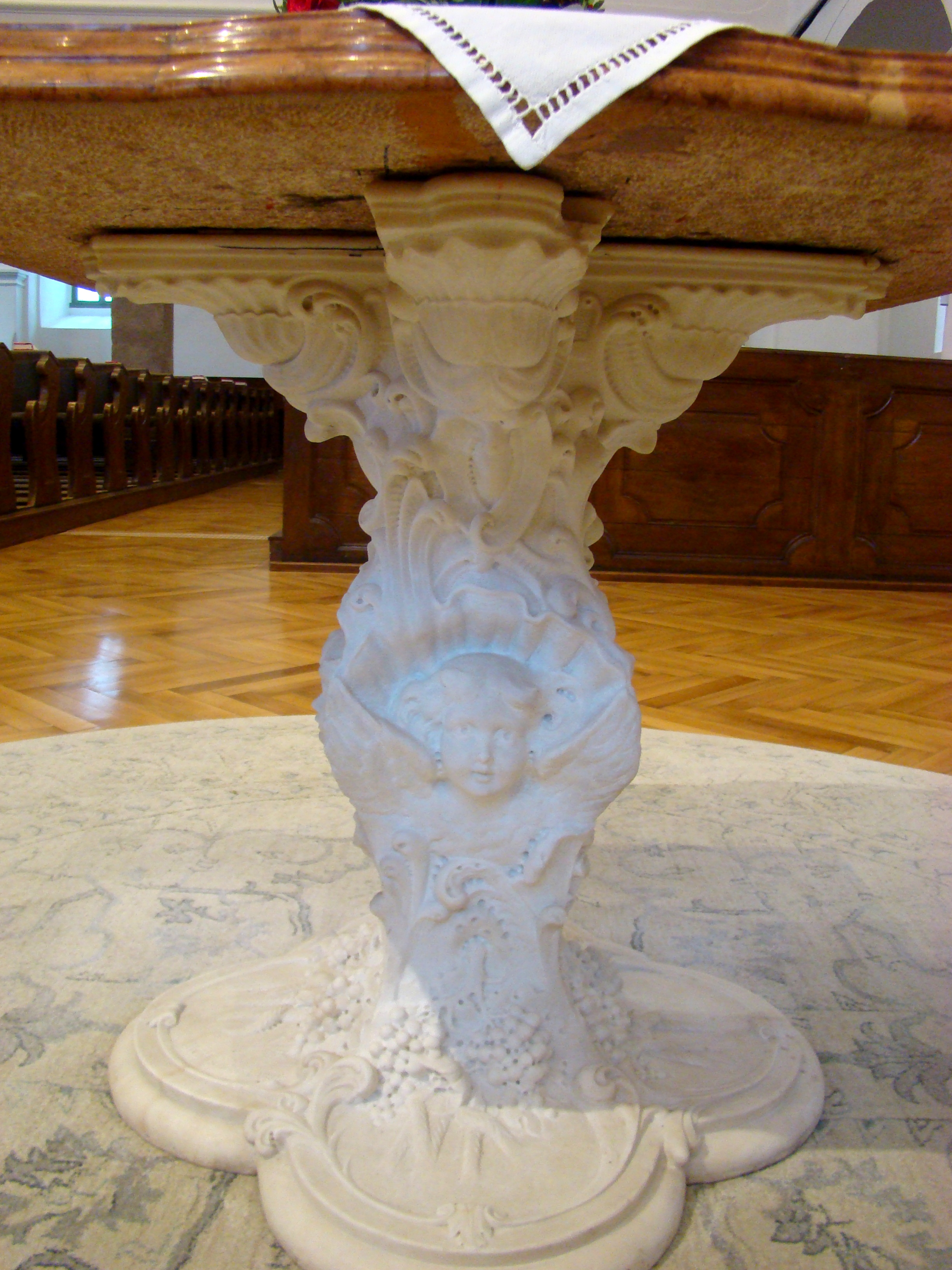
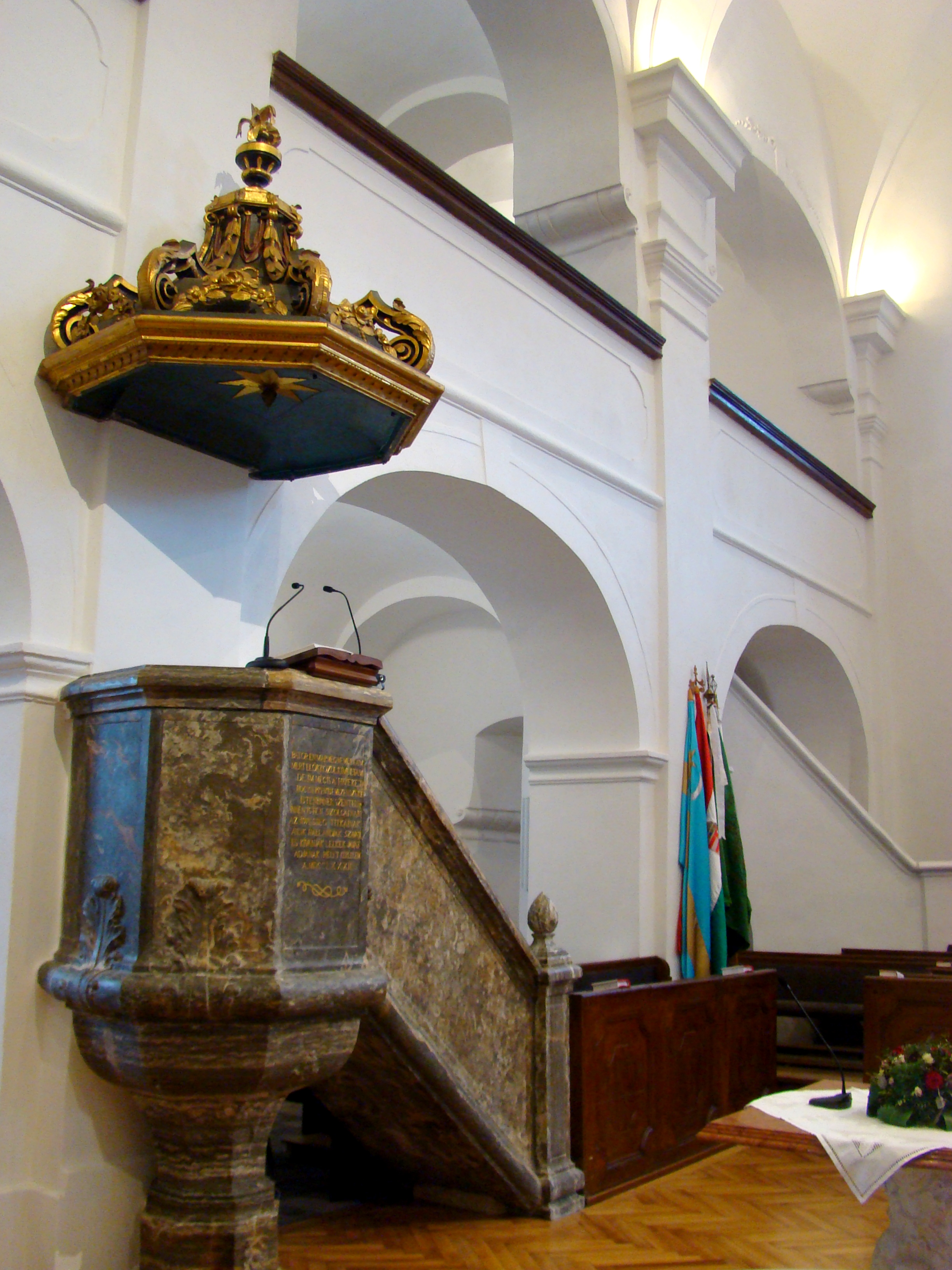
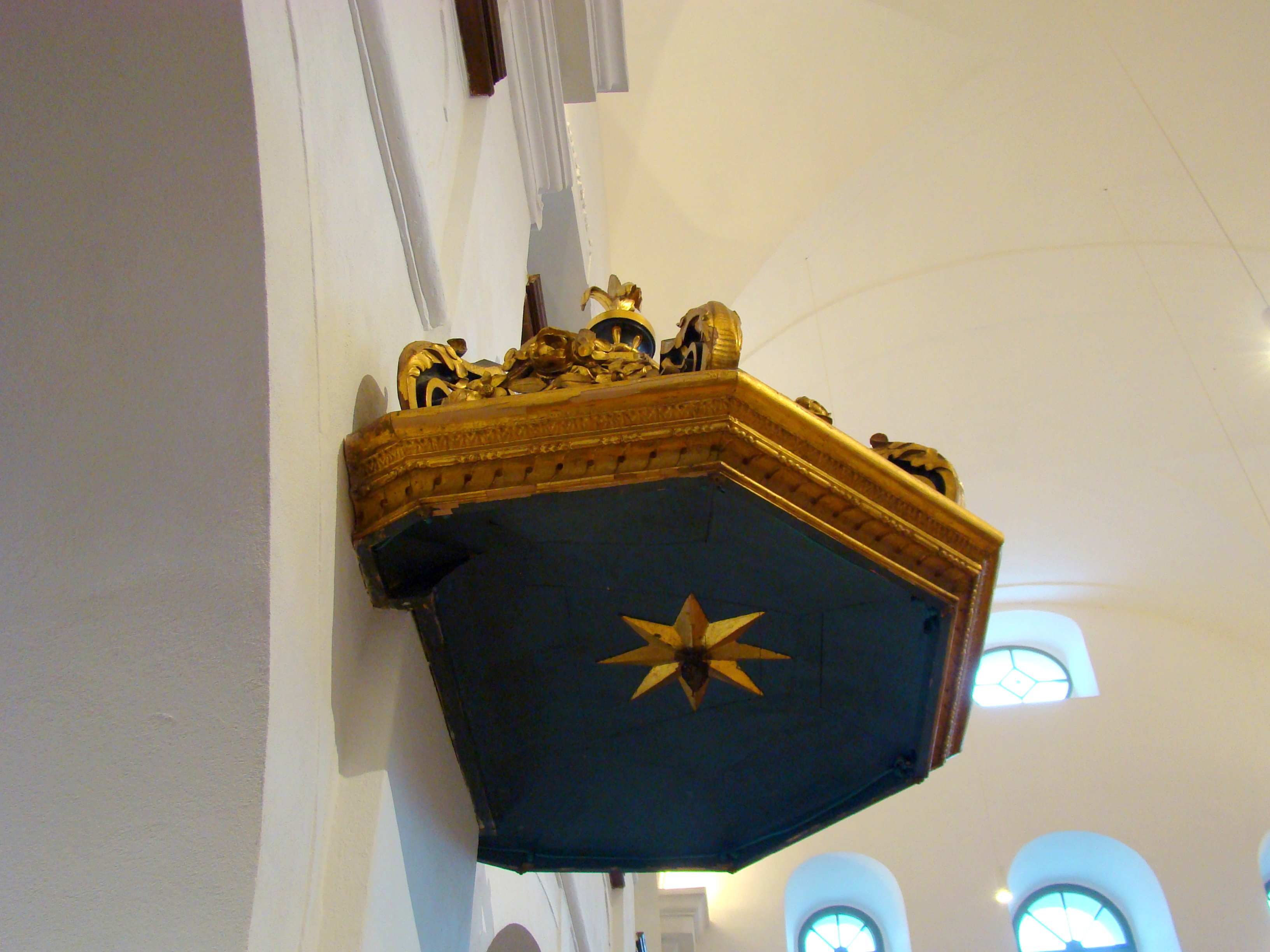
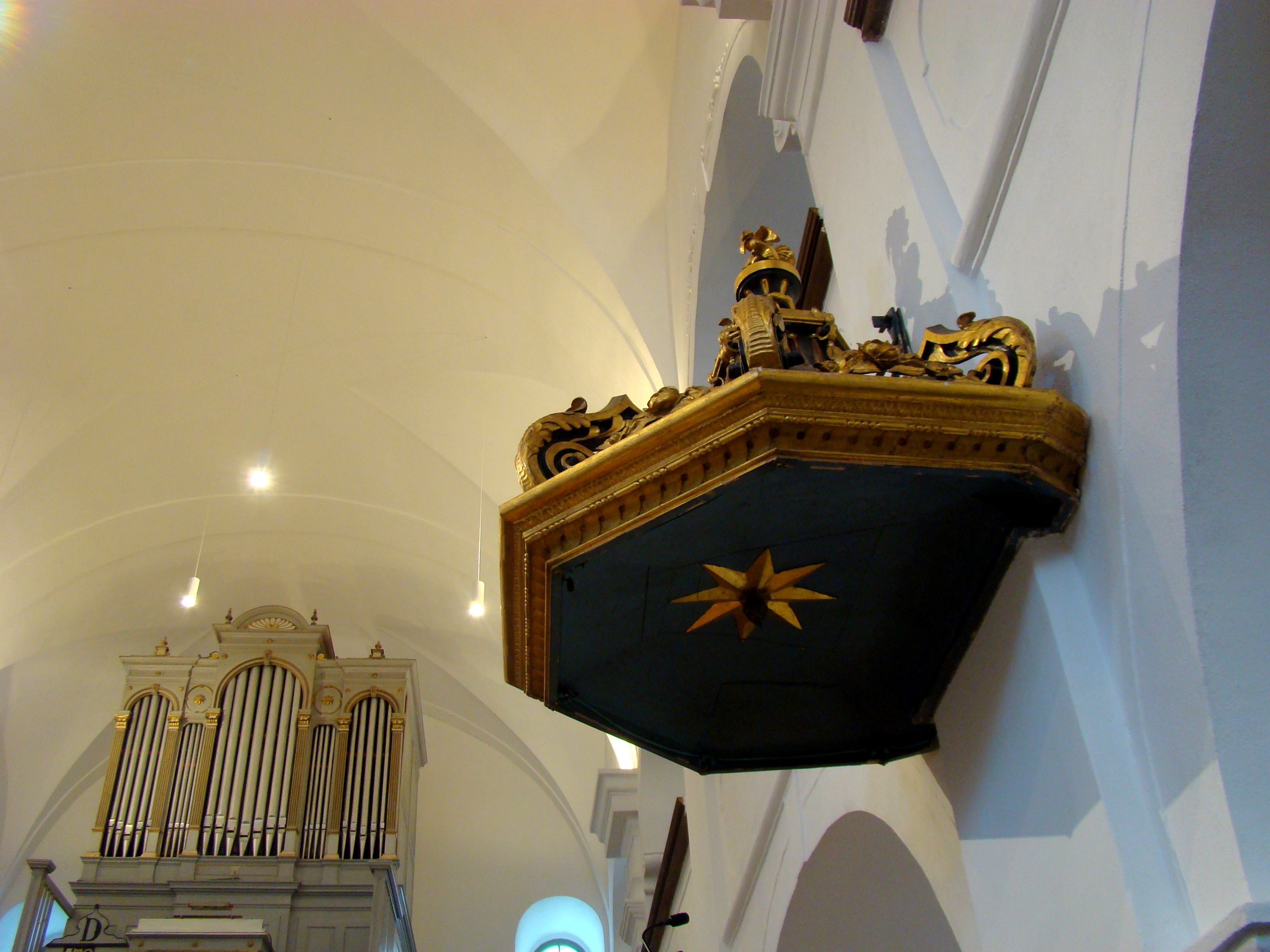
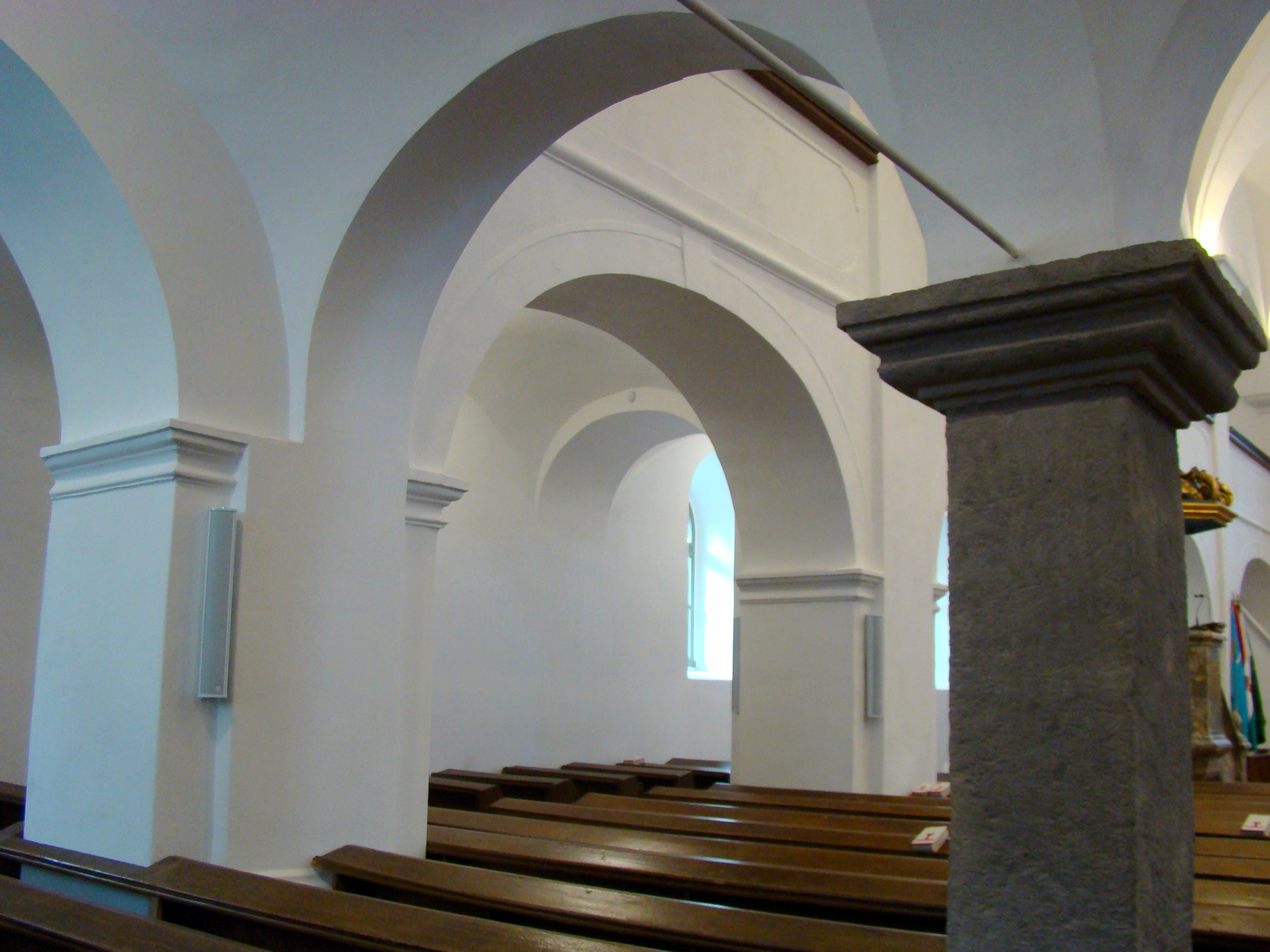
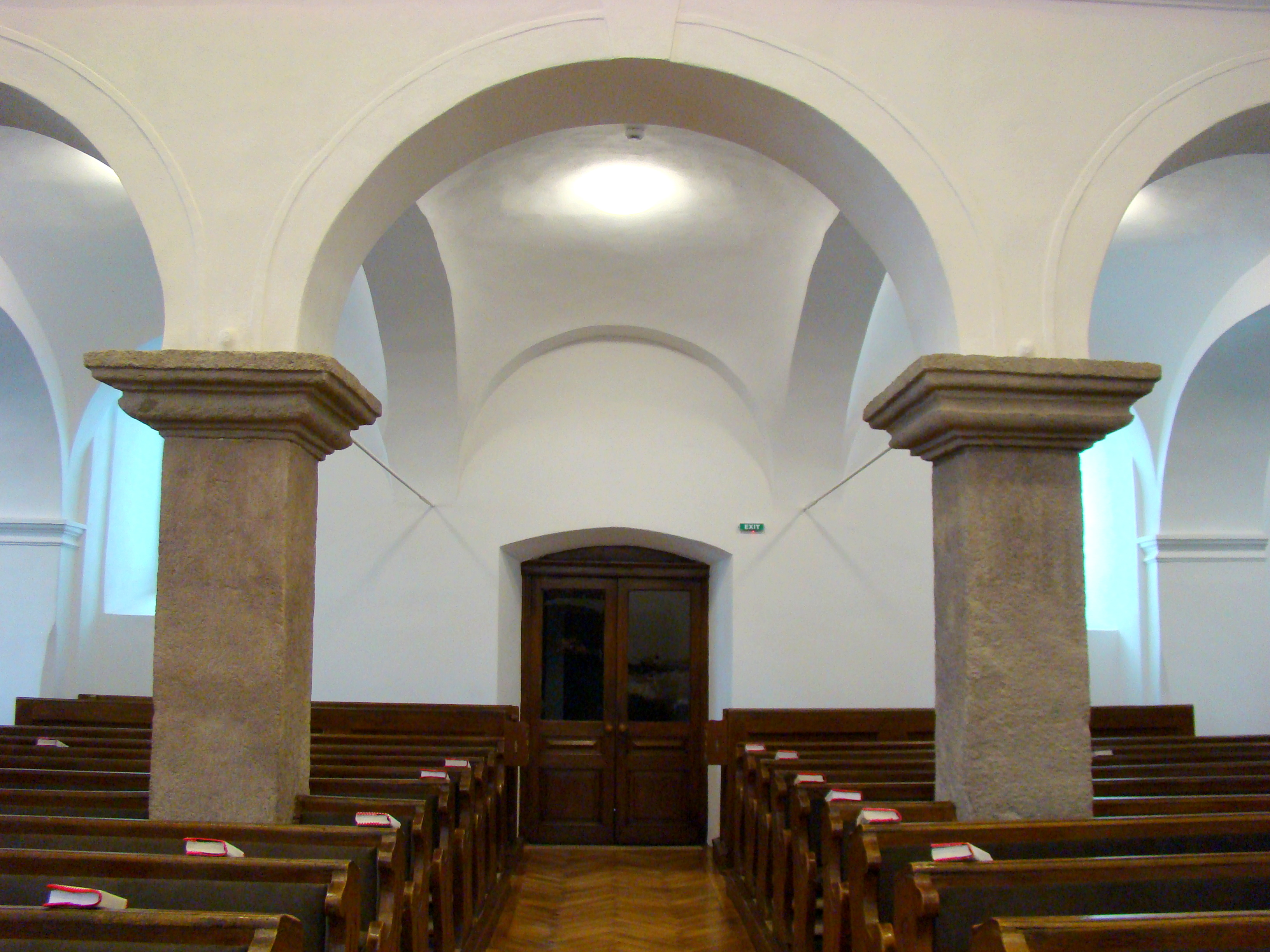
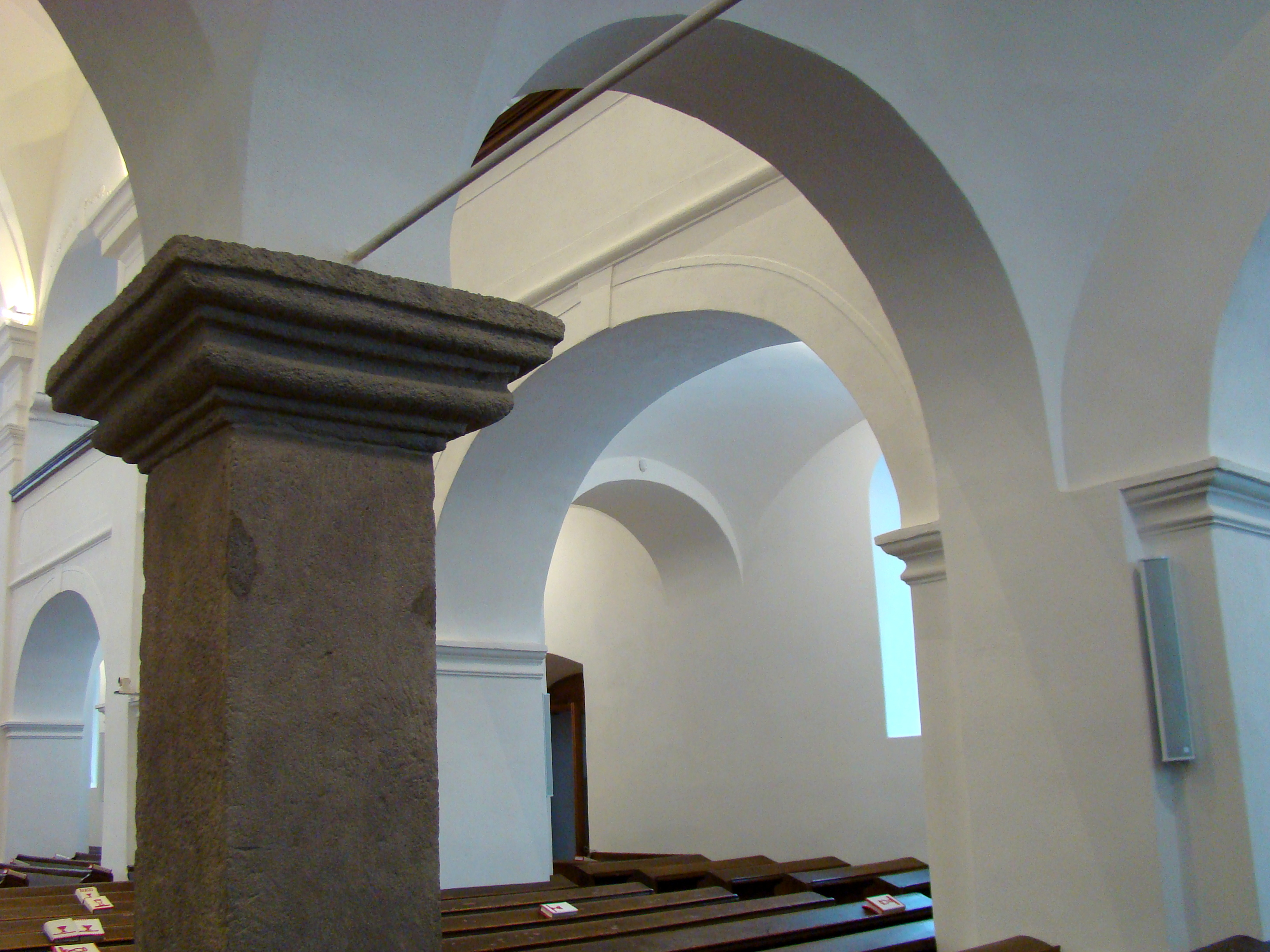
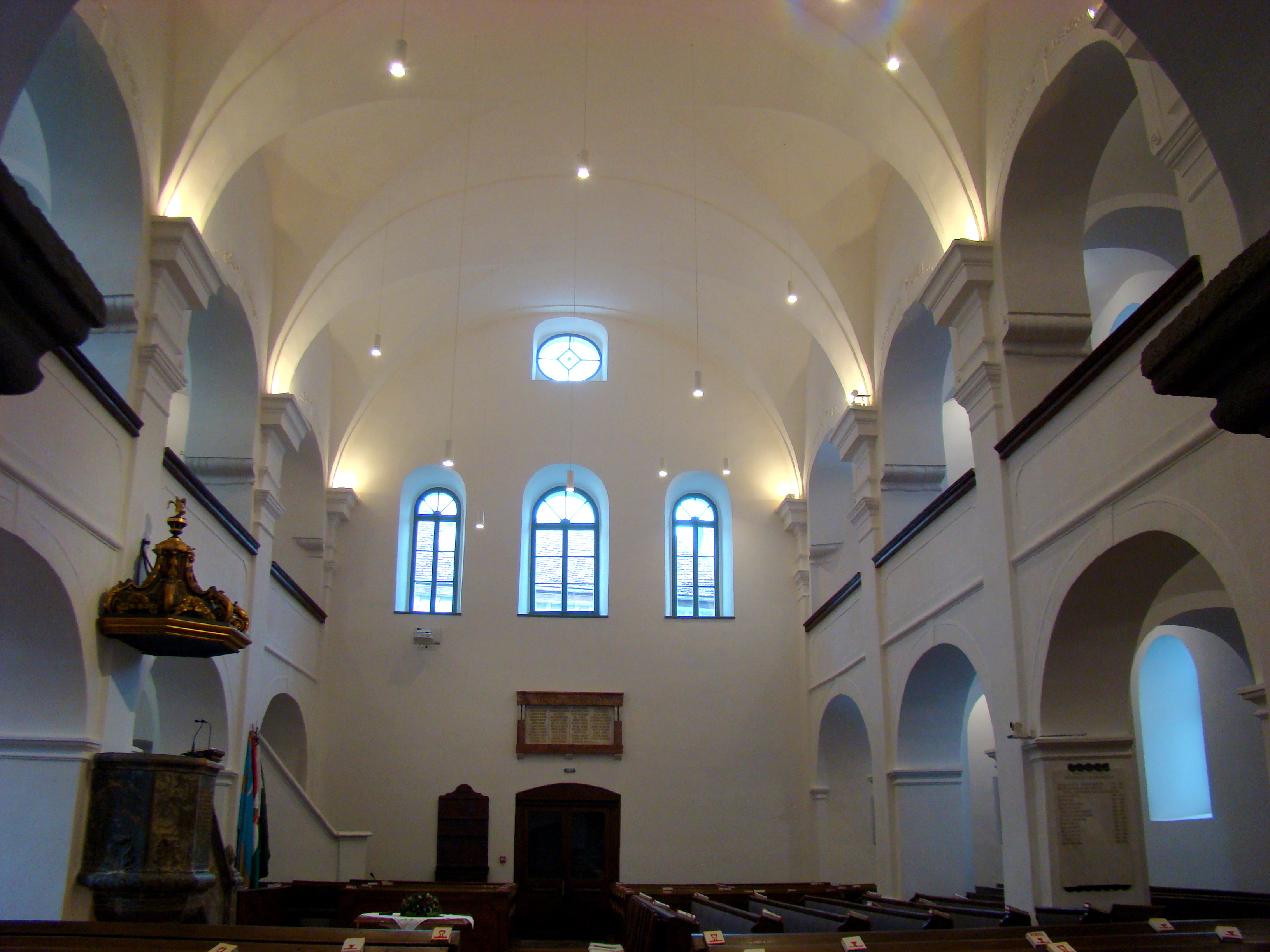
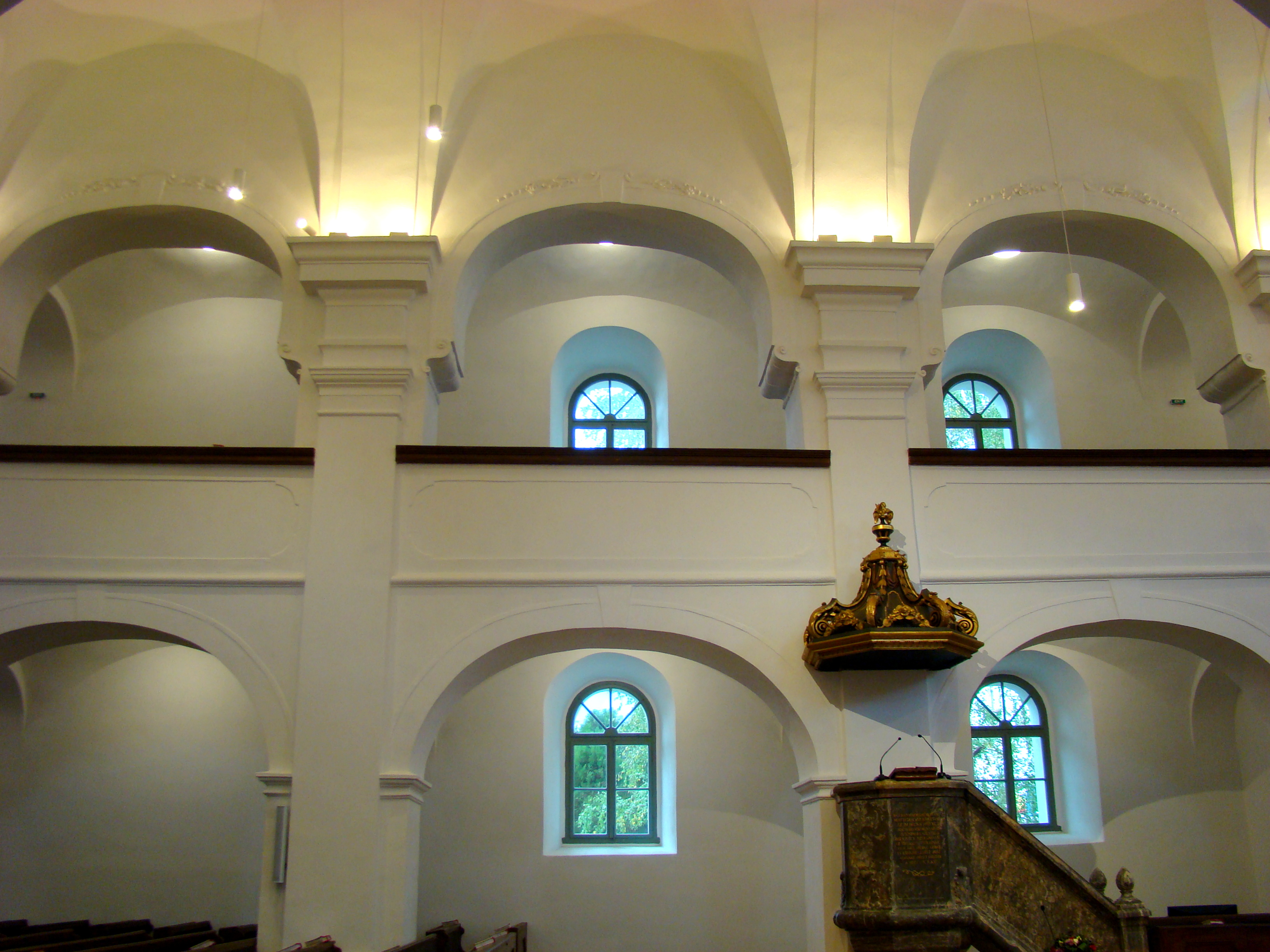
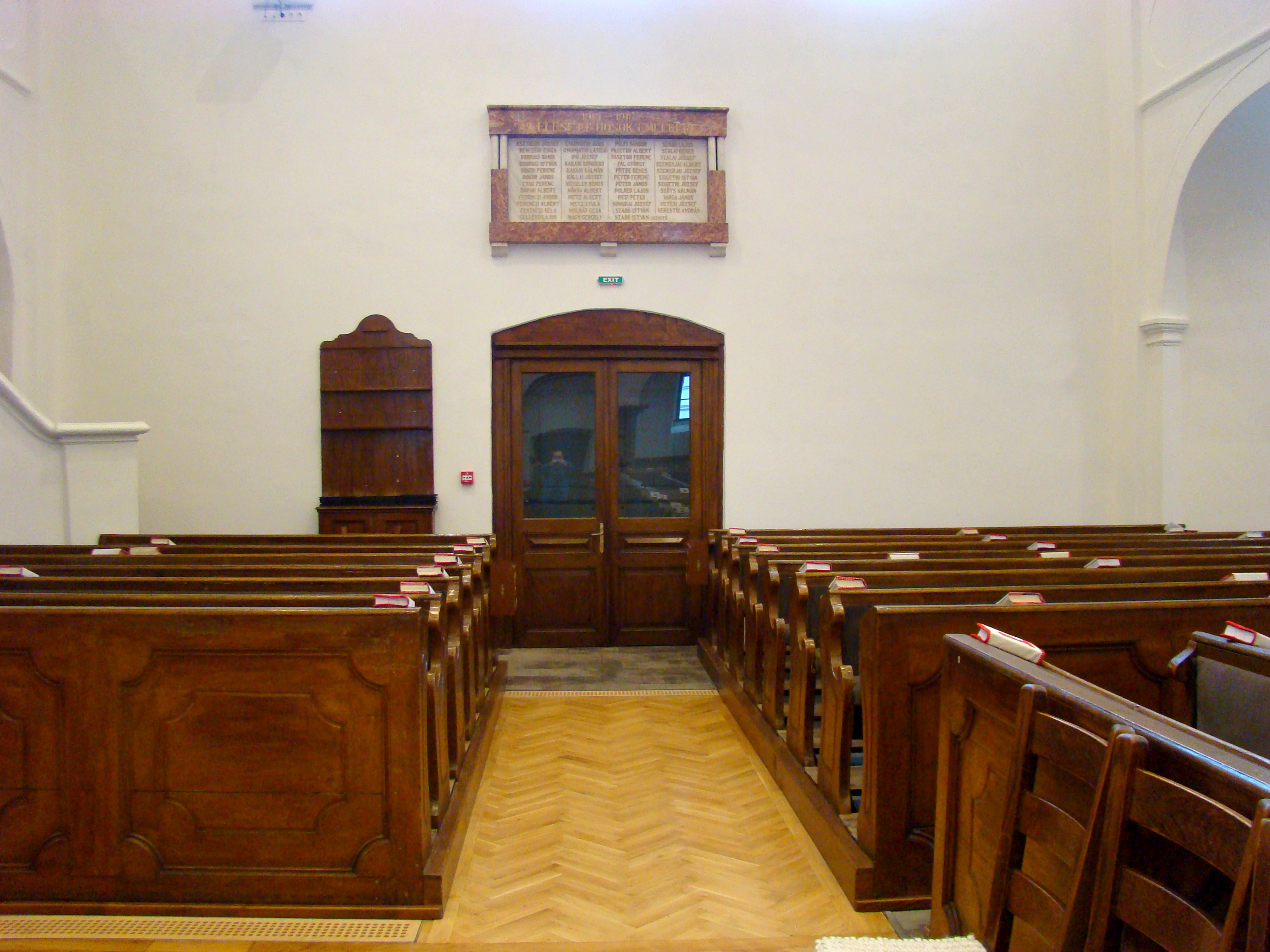
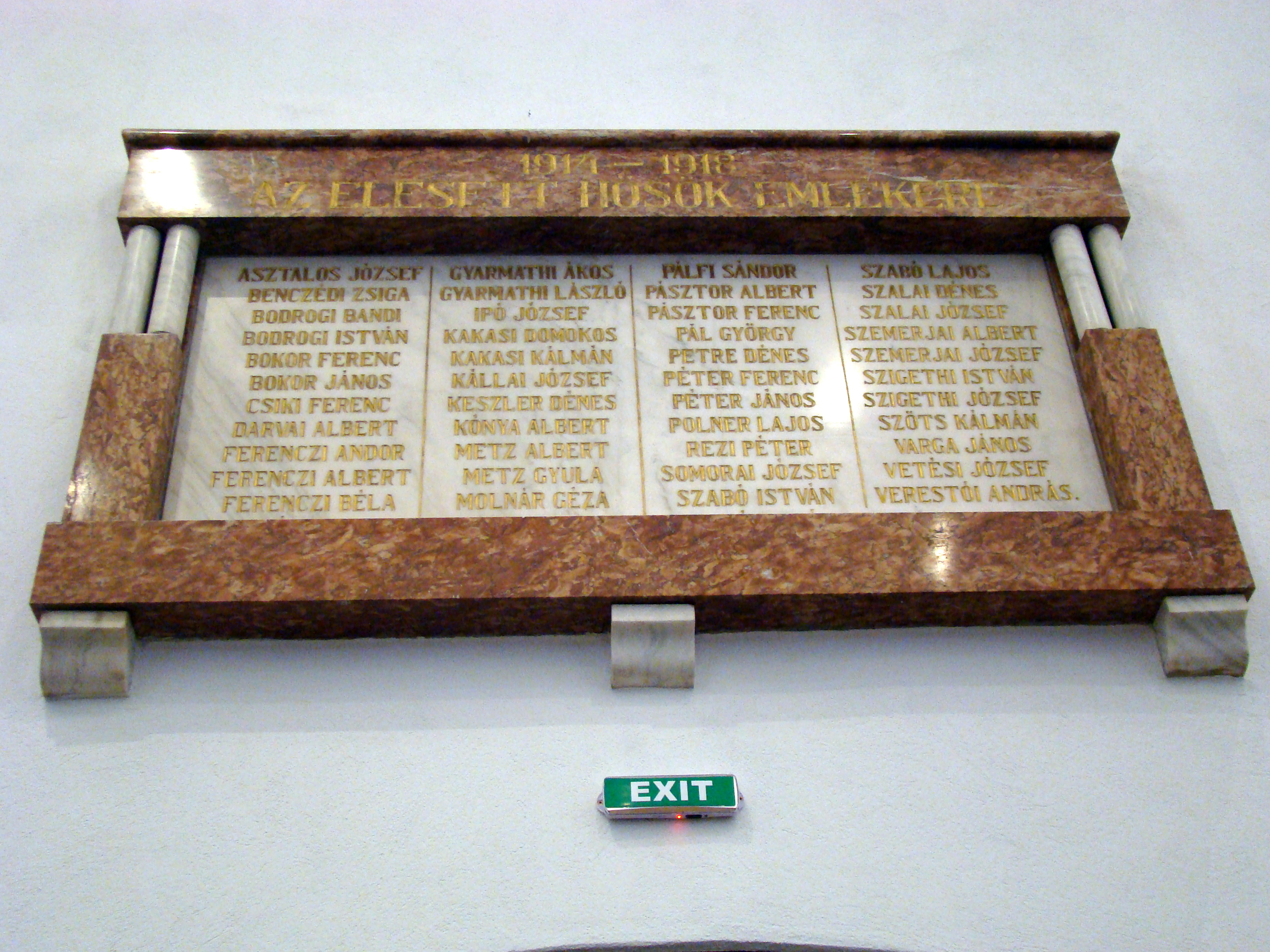
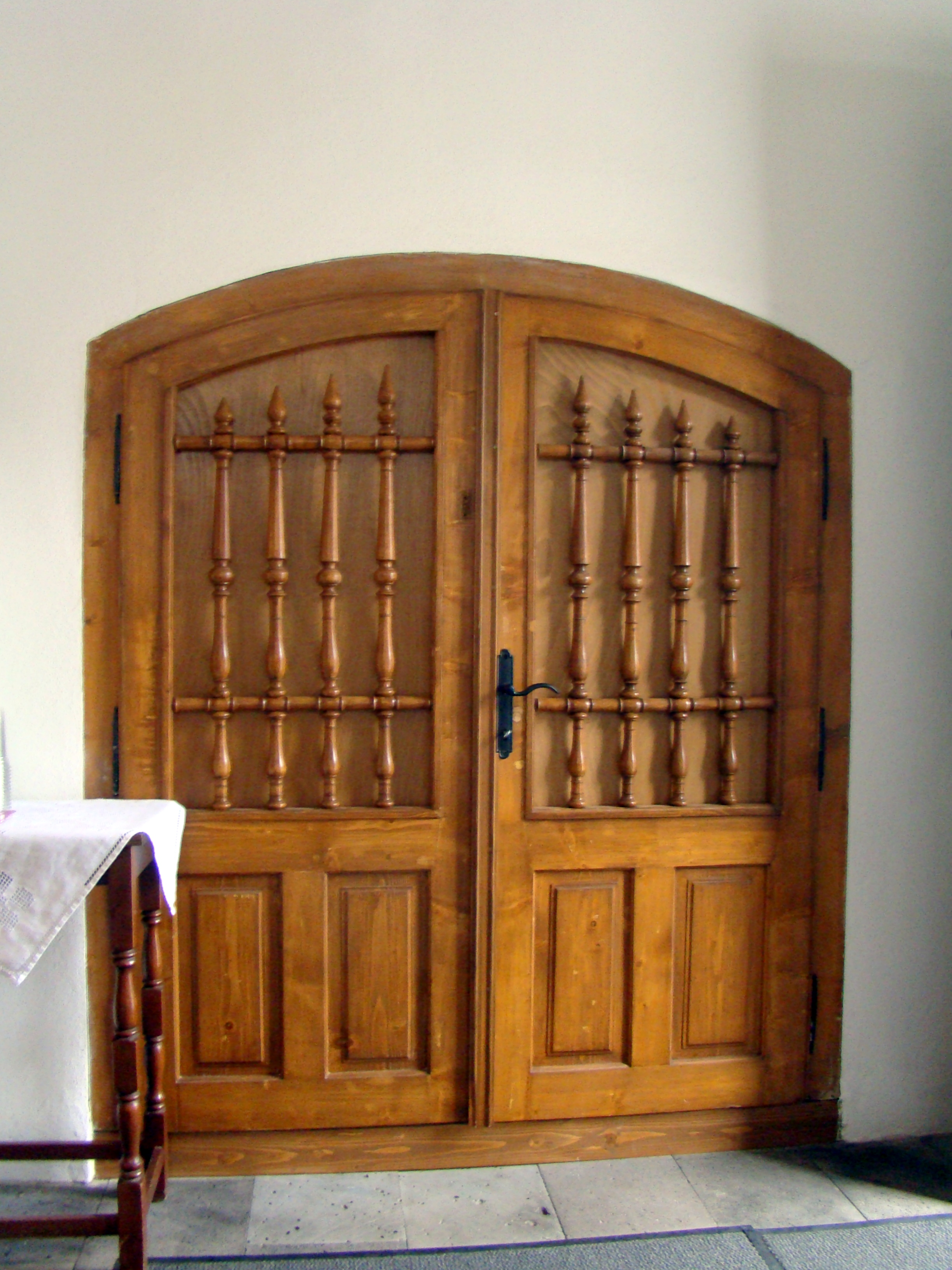

## Vezi și
- Odorheiu Secuiesc

## Imagini din exterior

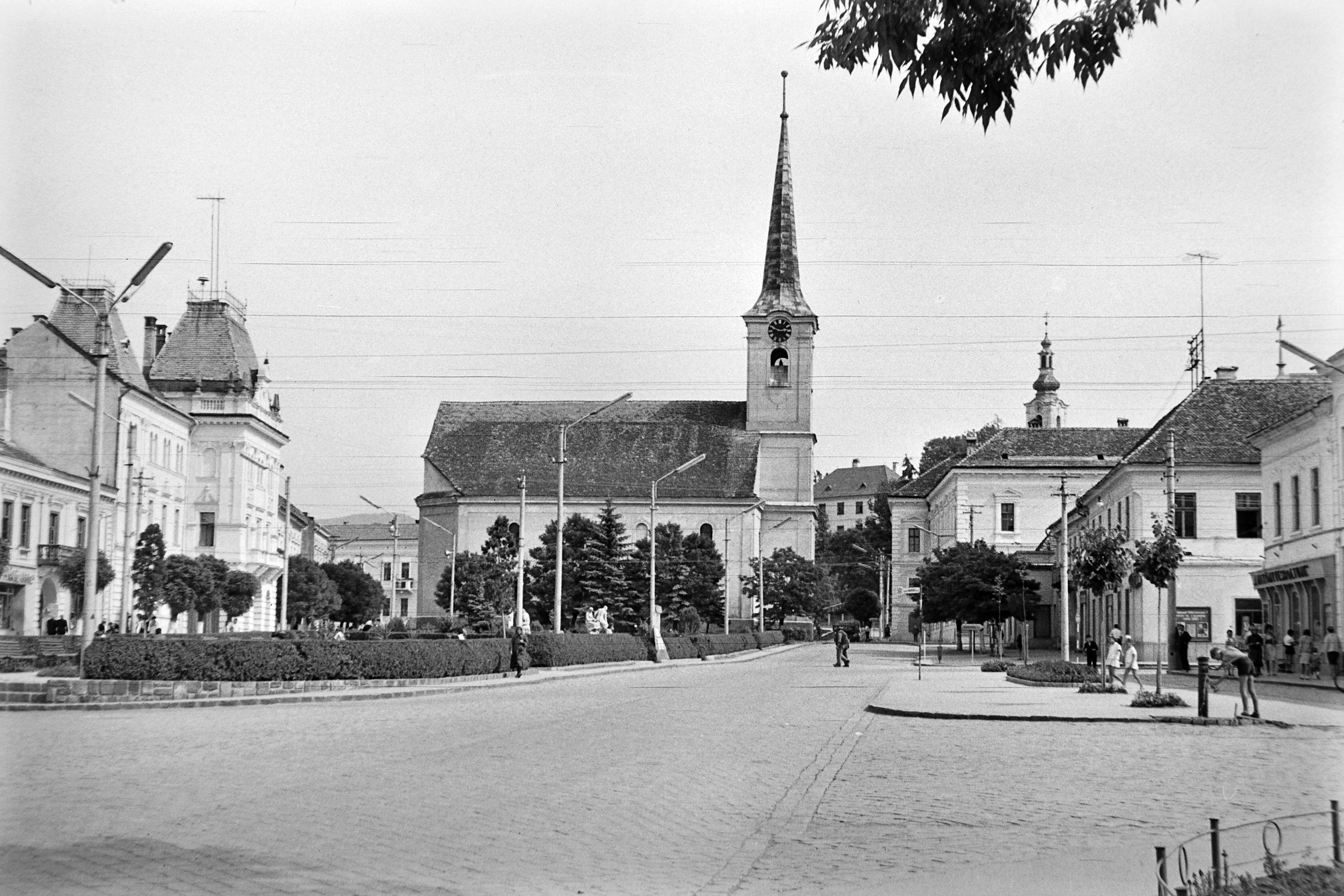
Imagine de arhivă
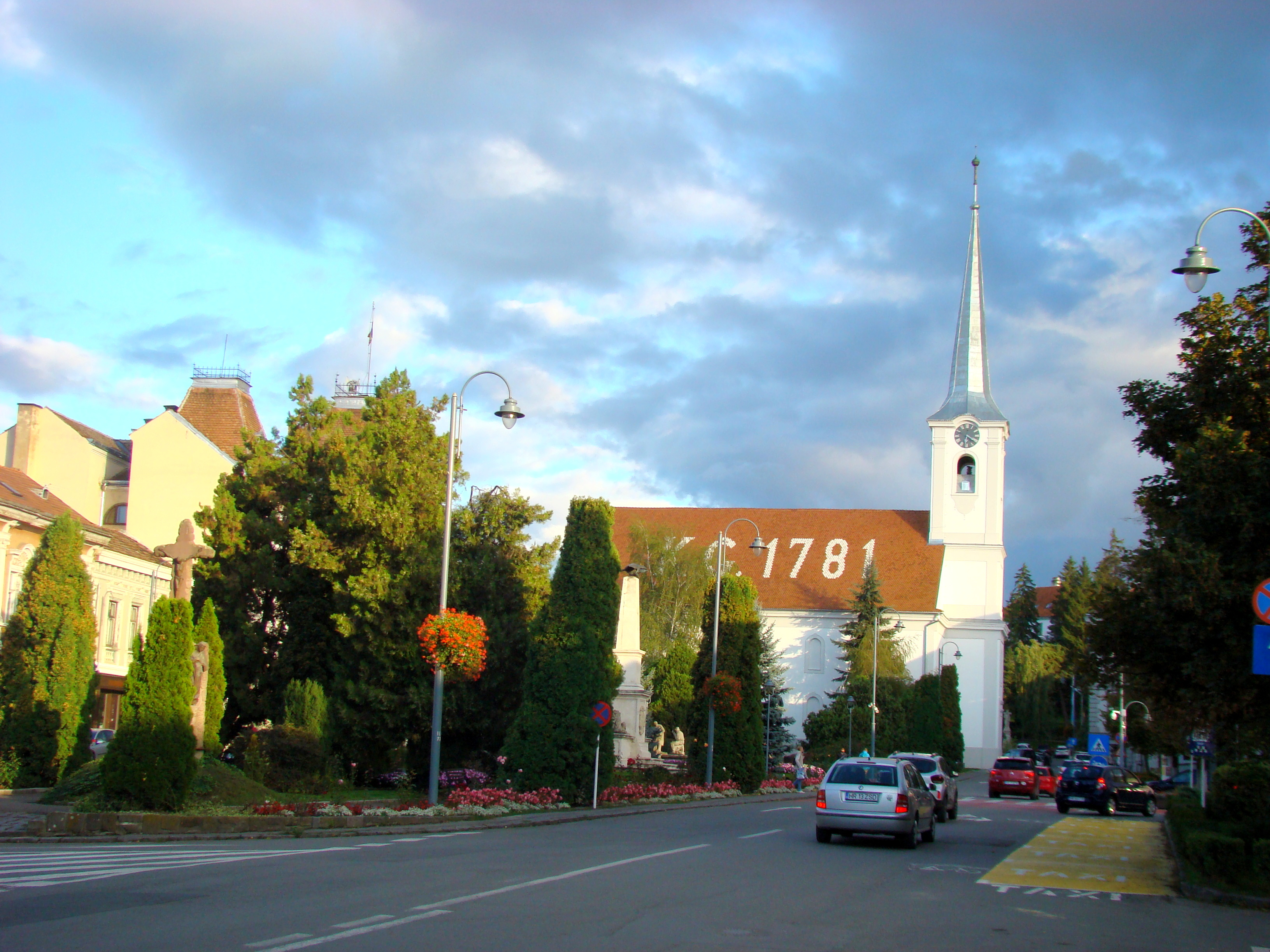
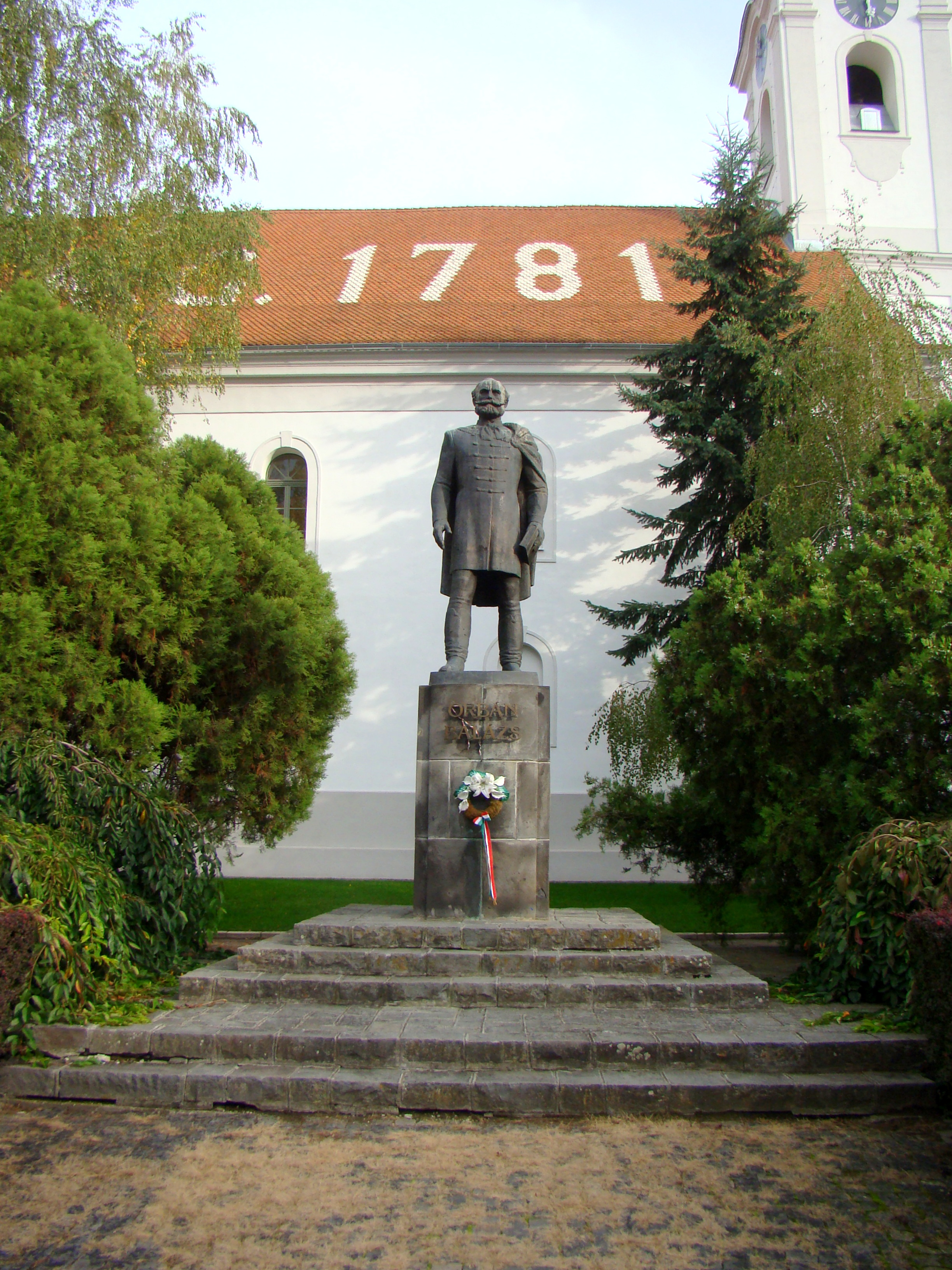
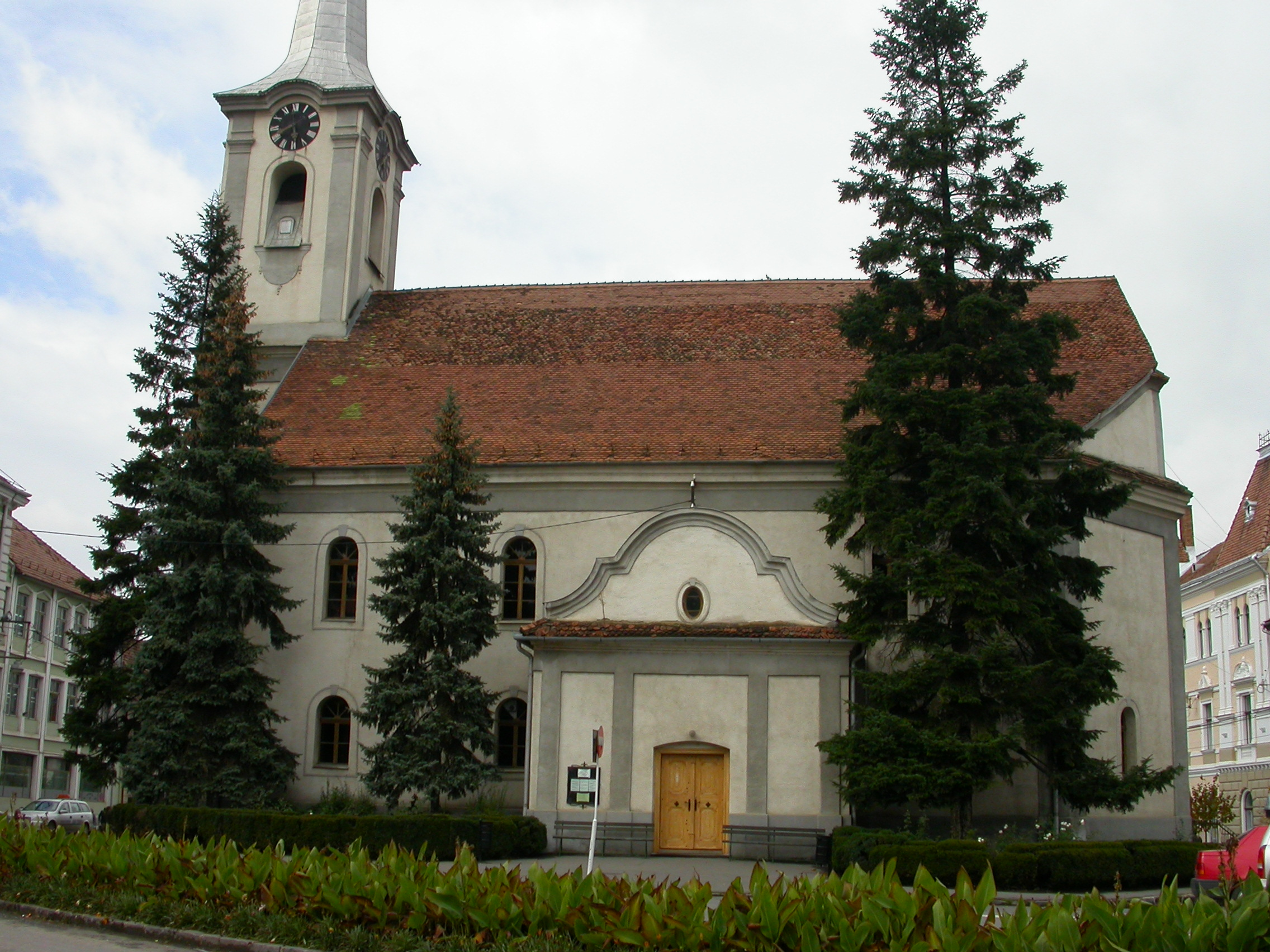
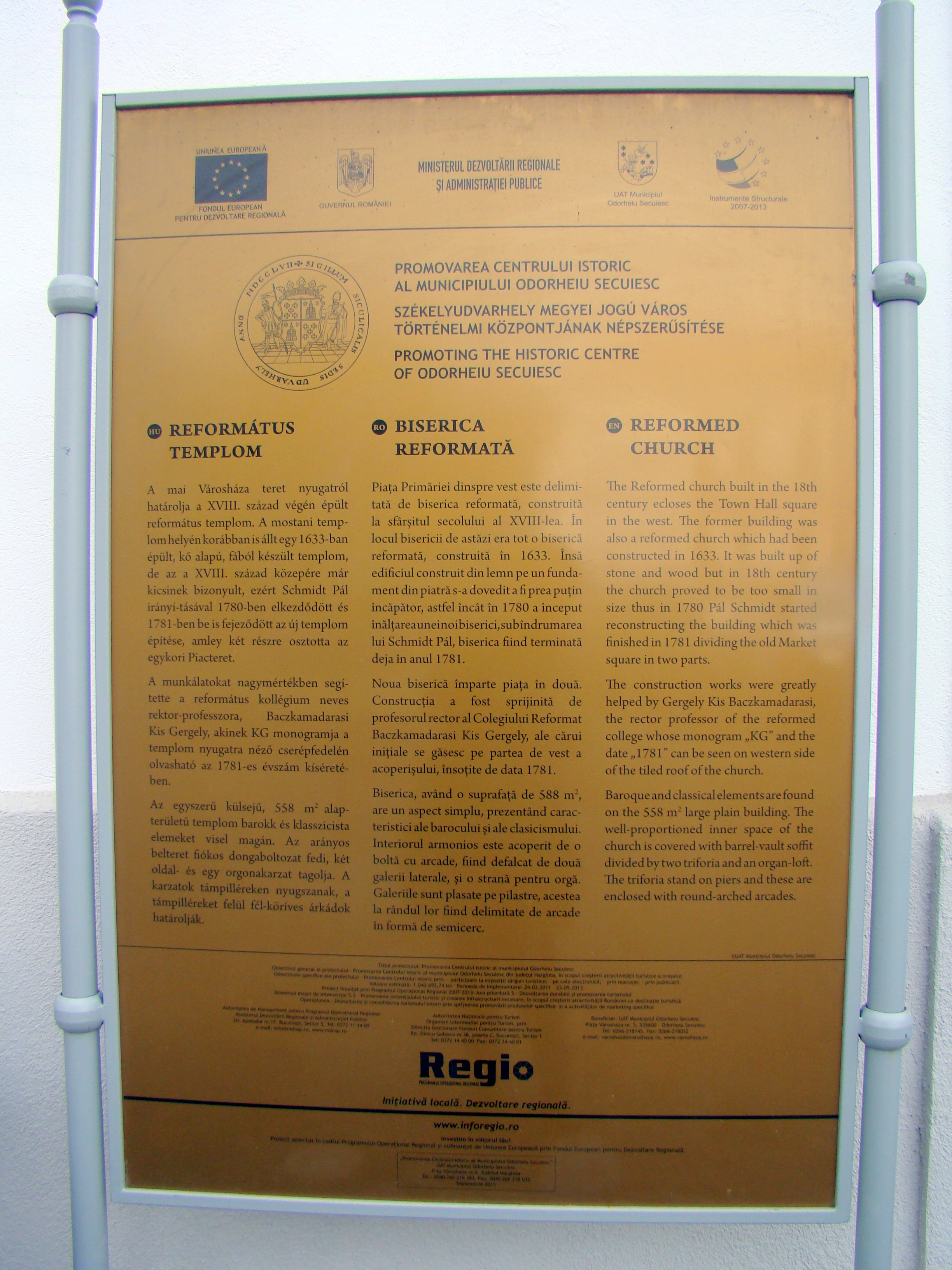
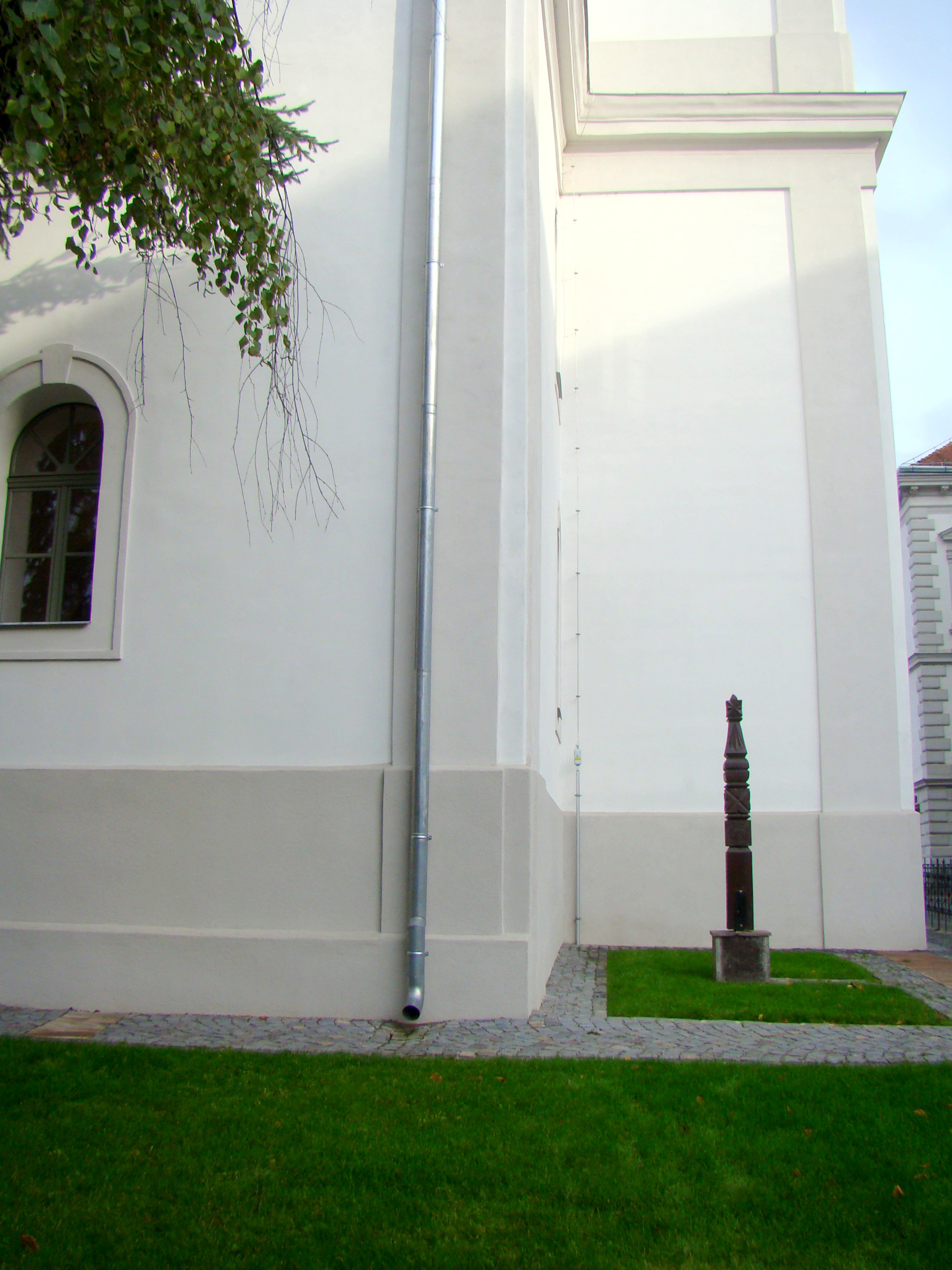
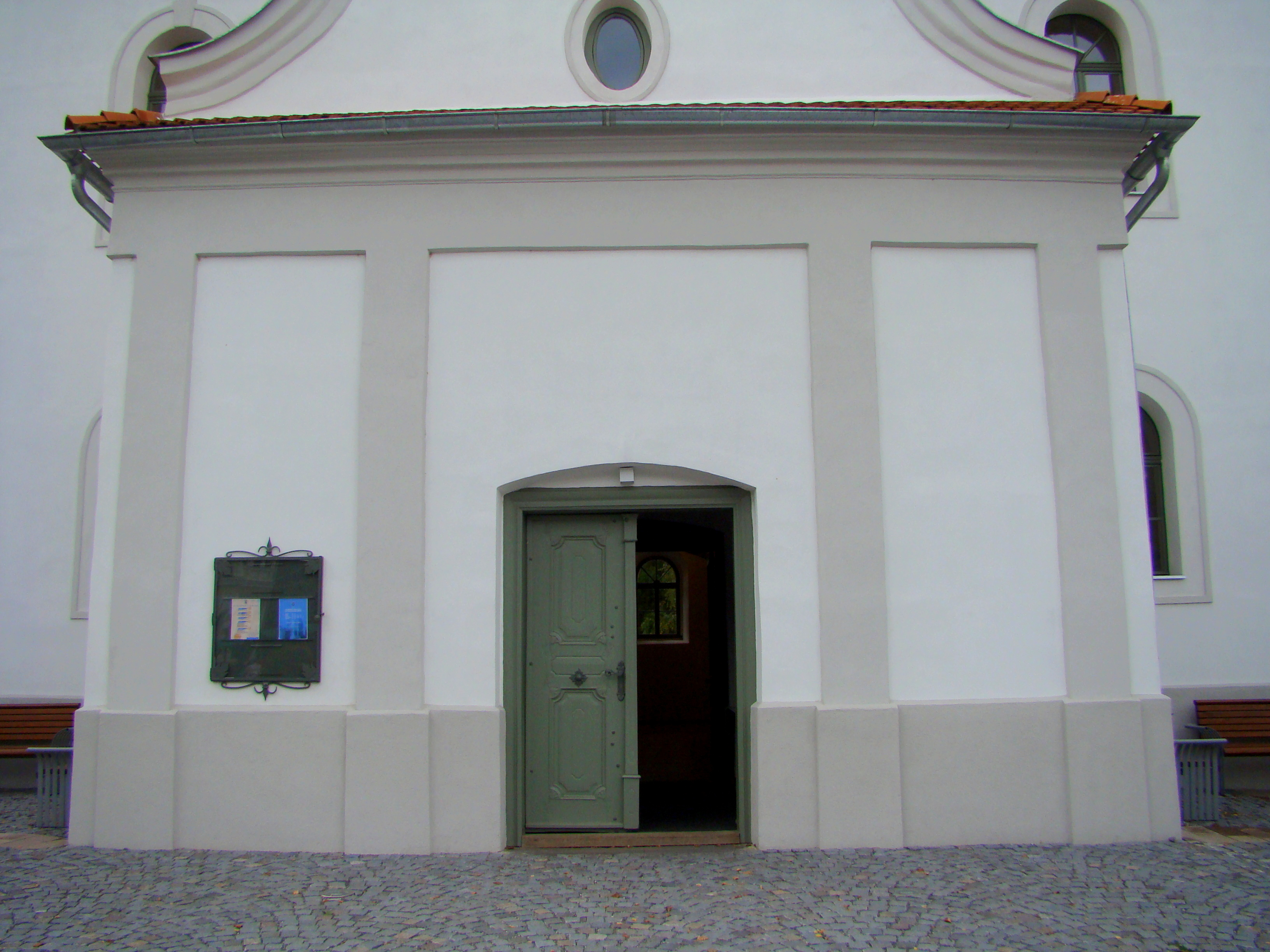
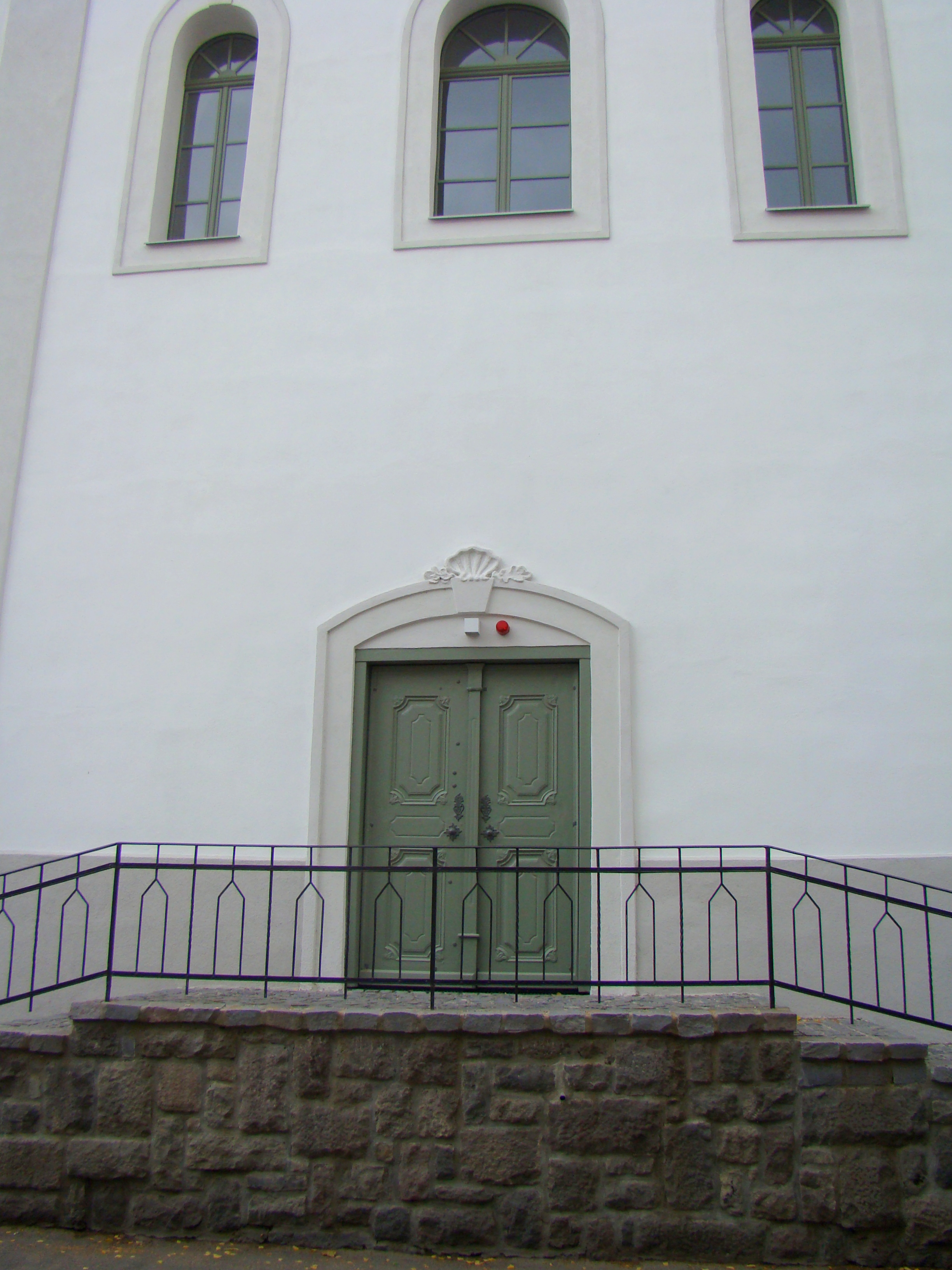
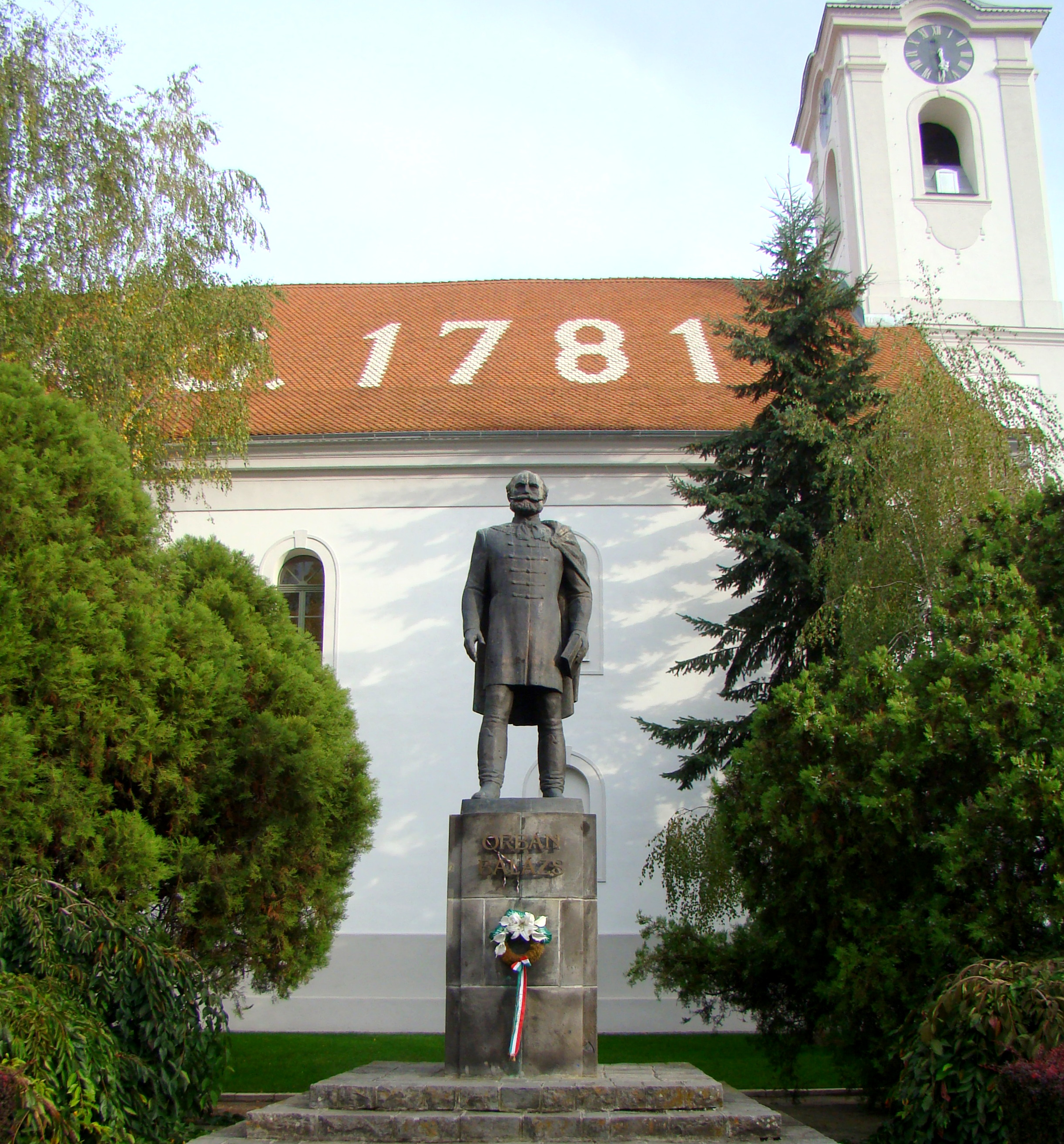
Statuia lui Balázs Orbán
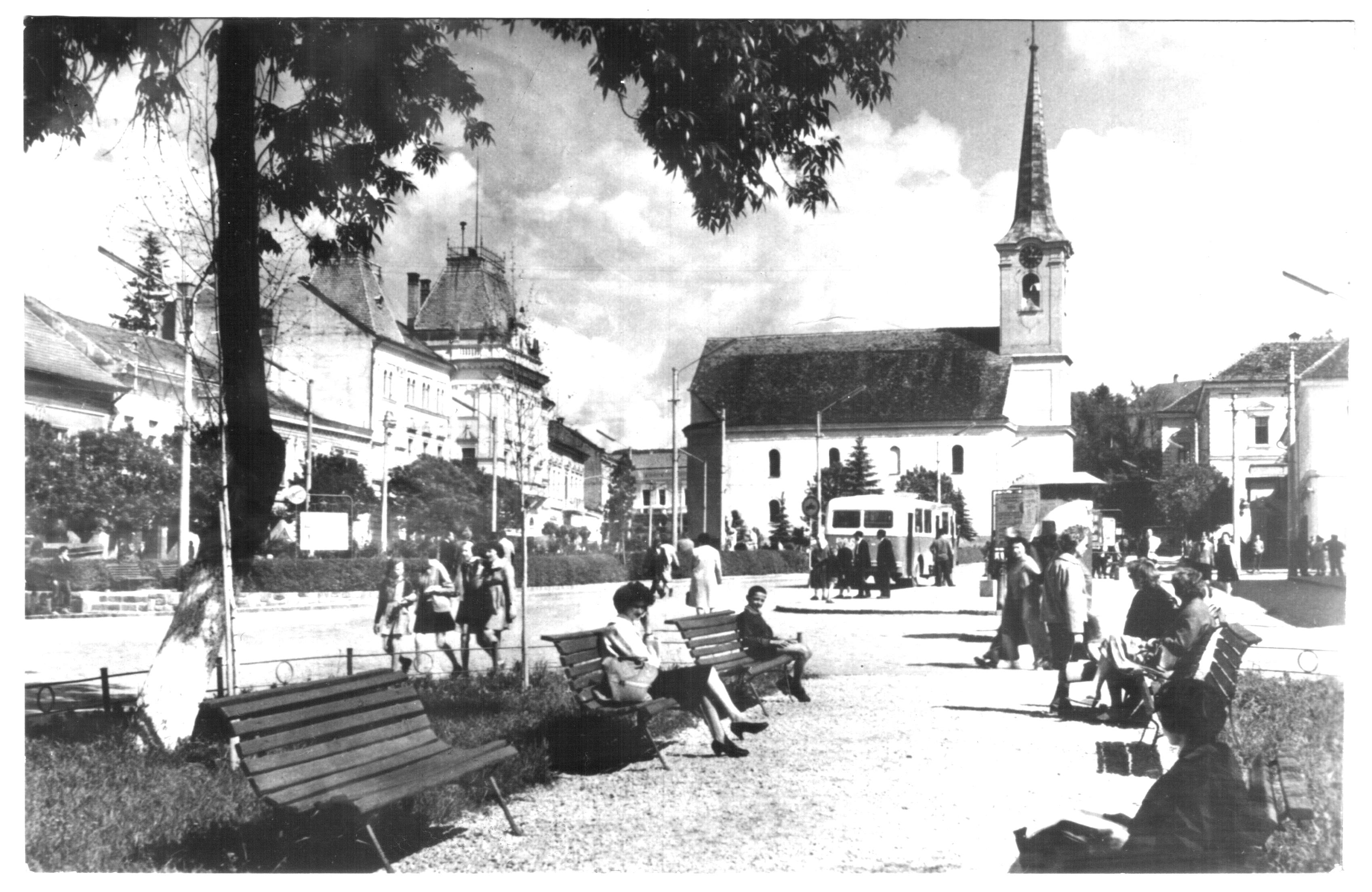
Imagine de arhivă